# Маннергейм, Карл Густав Эмиль
Барон Карл Гу́став Эми́ль Ма́ннергейм (швед. и фин. Carl Gustaf Emil Mannerheim, МФА (швед.): МФА: [kɑːrl ˈɡʉstɑv ˈeːmil ˈmɑnːærhejm]о файле; 4 июня 1867 (по другим данным 16 июня или 4 (16) июня), имение Виллнэс (другое написание — Виллнес; ныне Аскайнен), Або-Бьёрнеборгская губерния, Великое княжество Финляндское, Российская империя — 27 января 1951, Лозанна, Швейцария) — финский и российский государственный, политический и военный деятель.
Генерал-лейтенант русской армии (25 апреля 1917), генерал от кавалерии (7 марта 1918) финляндской армии, фельдмаршал (19 мая 1933), маршал Финляндии (только как почётное звание) (4 июня 1942), регент Королевства Финляндия с 12 декабря 1918 года по 26 июля 1919 года, президент Финляндии с 4 августа 1944 года по 11 марта 1946 года.
В качестве личного имени им использовалось второе имя, Гу́став; во время службы в русской армии он назывался Густа́вом Ка́рловичем; иногда его звали на финский манер — Ку́стаа.

## Биография
Фельдмаршал Маннергейм обладал высоким ростом, стройным и мускулистым телом, благородной осанкой, уверенной манерой держаться и чёткими чертами лица. Он принадлежал к тому типу как будто специально созданных для выполнения своей миссии великих исторических личностей, которыми так богаты были XVIII и XIX века, но в настоящее время вымершему практически полностью. Он был наделён личными чертами, свойственными всем жившим до него великим историческим персонажам. К тому же он был прекрасным наездником и стрелком, галантным кавалером, интересным собеседником и выдающимся знатоком кулинарного искусства и производил собой в салонах, равно как и на скачках, в клубах и на парадах в одинаковой степени великолепное впечатление.— Виперт фон Блюхер, посланник Германии в Финляндии с 1934 по 1944 годы.

### Происхождение
До начала 2000-х годов считалось, что Маннергеймы переехали в Швецию из Голландии. Однако финско-голландская группа исследователей в начале 2007 года опубликовала сообщение о том, что в архиве Гамбурга ими была найдена церковная книга, согласно которой старейший из известных предков Густава Маннергейма, Хинрих Маргейн (Hinrich Marhein), был крещён в церкви Святого Якоба в Гамбурге 28 декабря 1618 года. Из записи о его рождении следует, что его отцом был некий Хеннинг Маргейн (Henning Marhein), которому было предоставлено гражданство города Гамбурга в 1607 году.
Существует документ, из которого следует, что Хинрих Маргейн, который после переезда в Швецию стал зваться Генрихом, основал здесь железоделательный завод. Его сын в 1693 году был возведён в шведское дворянство, при этом он сменил свою фамилию на Маннергейм. В 1768 году Маннергеймы были возведены в баронское достоинство, а в 1825 году Карл Эрик Маннергейм (1759—1837), прадед Густава Маннергейма, был возведён в графское достоинство, после чего старший сын в семье становился графом, а младшие братья старшего члена фамилии (к которым принадлежал и Густав Маннергейм), равно как и представители младших генеалогических ветвей, оставались баронами.
После победы России над Швецией в войне 1808—1809 годов Карл Эрик Маннергейм был руководителем делегации, принятой Александром I; способствовал успеху переговоров, закончившихся в результате утверждением Конституции и автономного статуса Великого княжества Финляндского. С тех пор все Маннергеймы стали отличаться чёткой прорусской ориентацией. Дед Маннергейма, Карл Густав, в честь которого он получил своё имя, был президентом надворного суда (гофгерихта — апелляционной инстанции) в Выборге и известным учёным-энтомологом, а отец — промышленником, ведущим крупные дела во всей России, большим знатоком литературы.

### Ранние годы

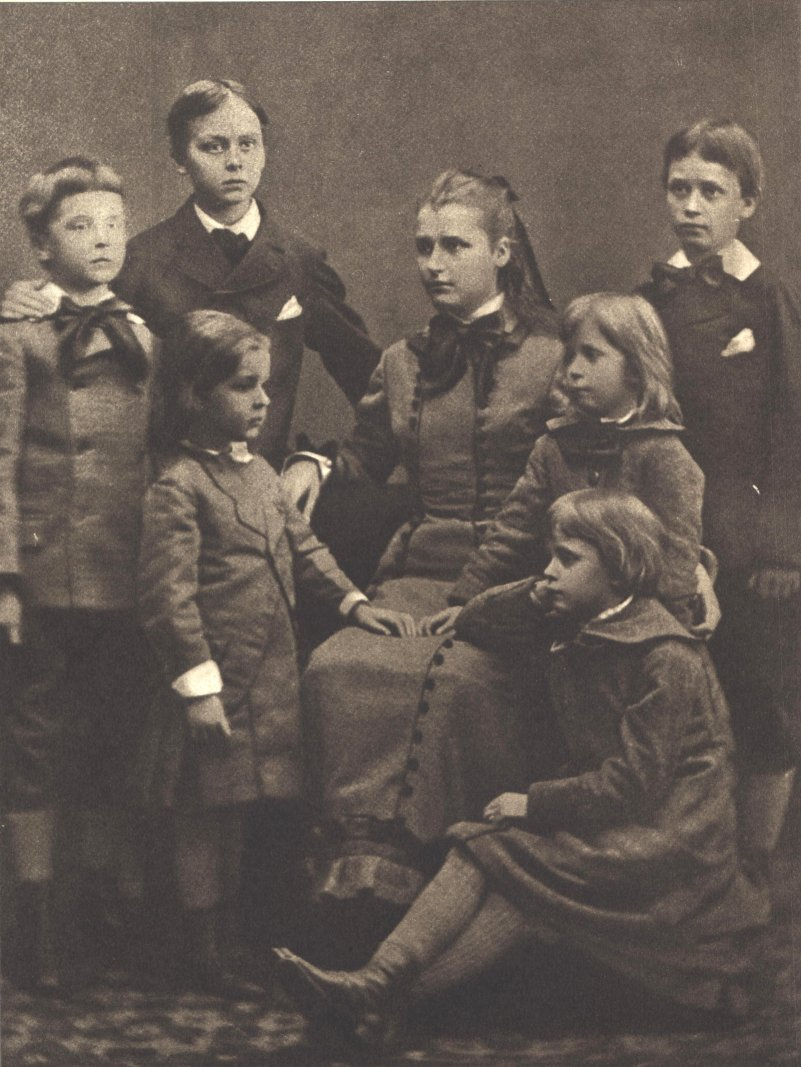
Карл Густав (справа)

Густав Маннергейм родился в семье графа Карла Роберта Маннергейма (1835—1914) и графини Хедвиги Шарлотты Хелены фон Юлин. Место рождения — имение Вильнэс (ныне Лоухисаари), недалеко от Або (Турку), которое в своё время было приобретено графом Карлом Эриком Маннергеймом. Будучи третьим сыном графа, при рождении получил титул фрайхерра.
Когда Карлу Густаву было 13 лет, отец разорился и бросив семью, уехал в Париж. В январе следующего года умерла его мать.
В 1882 году 15-летний Густав поступил в Финляндский кадетский корпус в городе Фридрихсгам. Весной 1886 года был исключён из корпуса за самовольную отлучку.
Он решил поступить в Николаевское кавалерийское училище в Санкт-Петербурге и стать кавалергардом. Однако для поступления в училище необходимо было сдать университетский экзамен. В течение года Густав занимался частным образом в лицее (частной гимназии) Бёка (фин. Böökin yksityiskymnaasi) в Гельсингфорсе и весной 1887 года сдал экзамены в Гельсингфорсский университет. Кроме всего прочего, требовалось также хорошее знание русского языка, поэтому летом того же года Густав отправился к своему родственнику Э. Ф. Бергенгейму, который работал инженером в Харькове. Там он в течение нескольких месяцев изучал язык с преподавателем.

### Николаевское кавалерийское училище

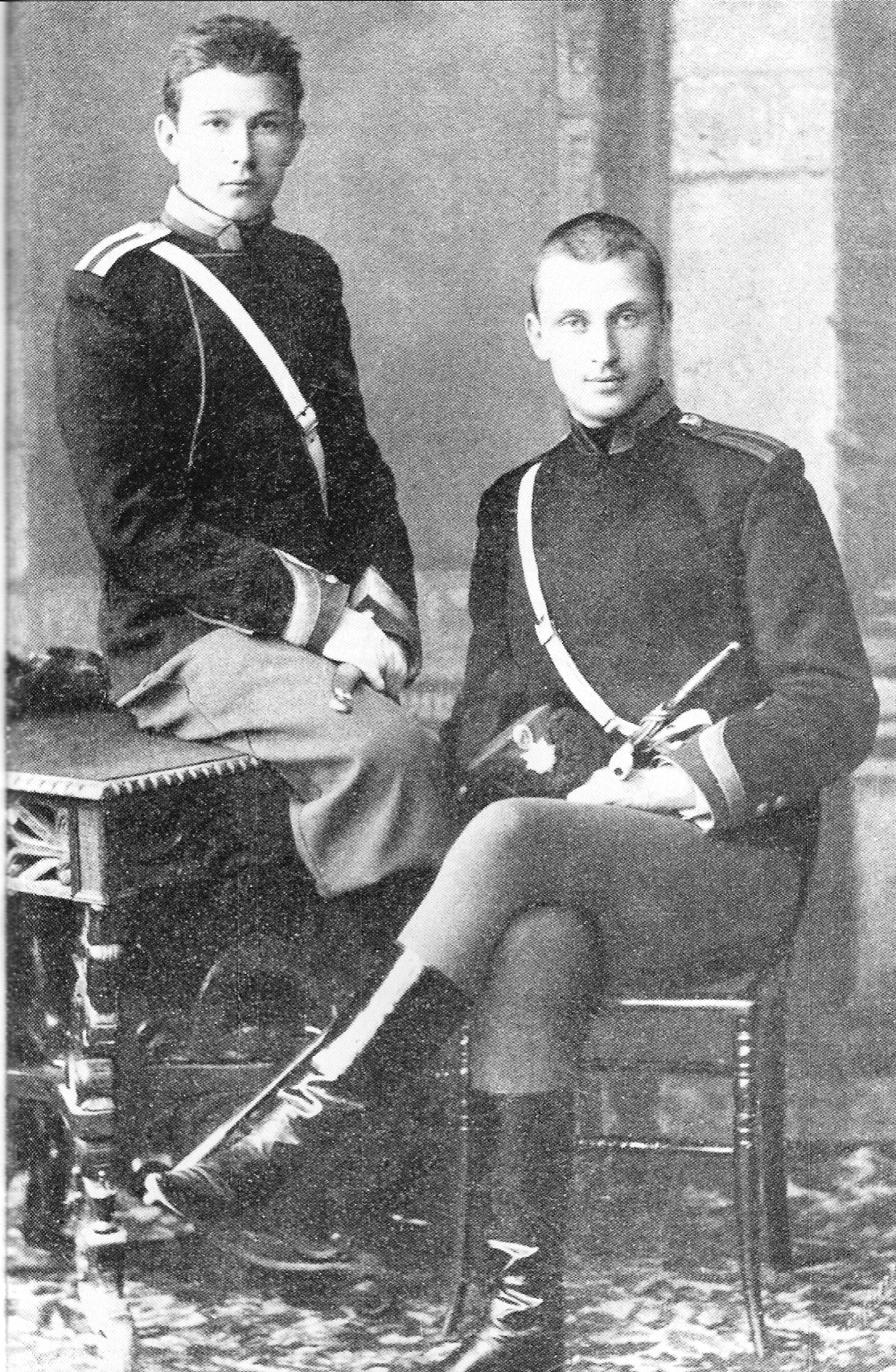
Ефрейтор Маннергейм (справа) в Николаевском кавалерийском училище

На вступительных экзаменах в 1887 году, Густав набрал проходные шесть баллов и был опредёлен в первый взвод второго полуэскадрона. В 1889 году 22-летний Густав Маннергейм окончил училище с отличием и произведён в офицерский чин.

### Русская армия
В русской армии служил в 1887—1917 годах, начав с чина корнета и закончив генерал-лейтенантом.
1889—1890 гг. — служил в 15-м драгунском Александрийском полку, в Калише (Польша).

#### Кавалергардский полк
20 января 1891 года поступил на службу в Кавалергардский полк, где поддерживалась строгая дисциплина.
2 мая 1892 года женился на Анастасии Николаевне Араповой (1872—1936), дочери московского обер-полицмейстера генерала Николая Устиновича Арапова, с богатым приданым. Густав заводит породистых лошадей, которые начинают брать призы на скачках и смотрах, зачастую в качестве наездника выступает сам Маннергейм. Обычно первый приз составлял около 1000 рублей (при этом аренда квартиры для семьи в престижном доме стоило 50—70 рублей в месяц).

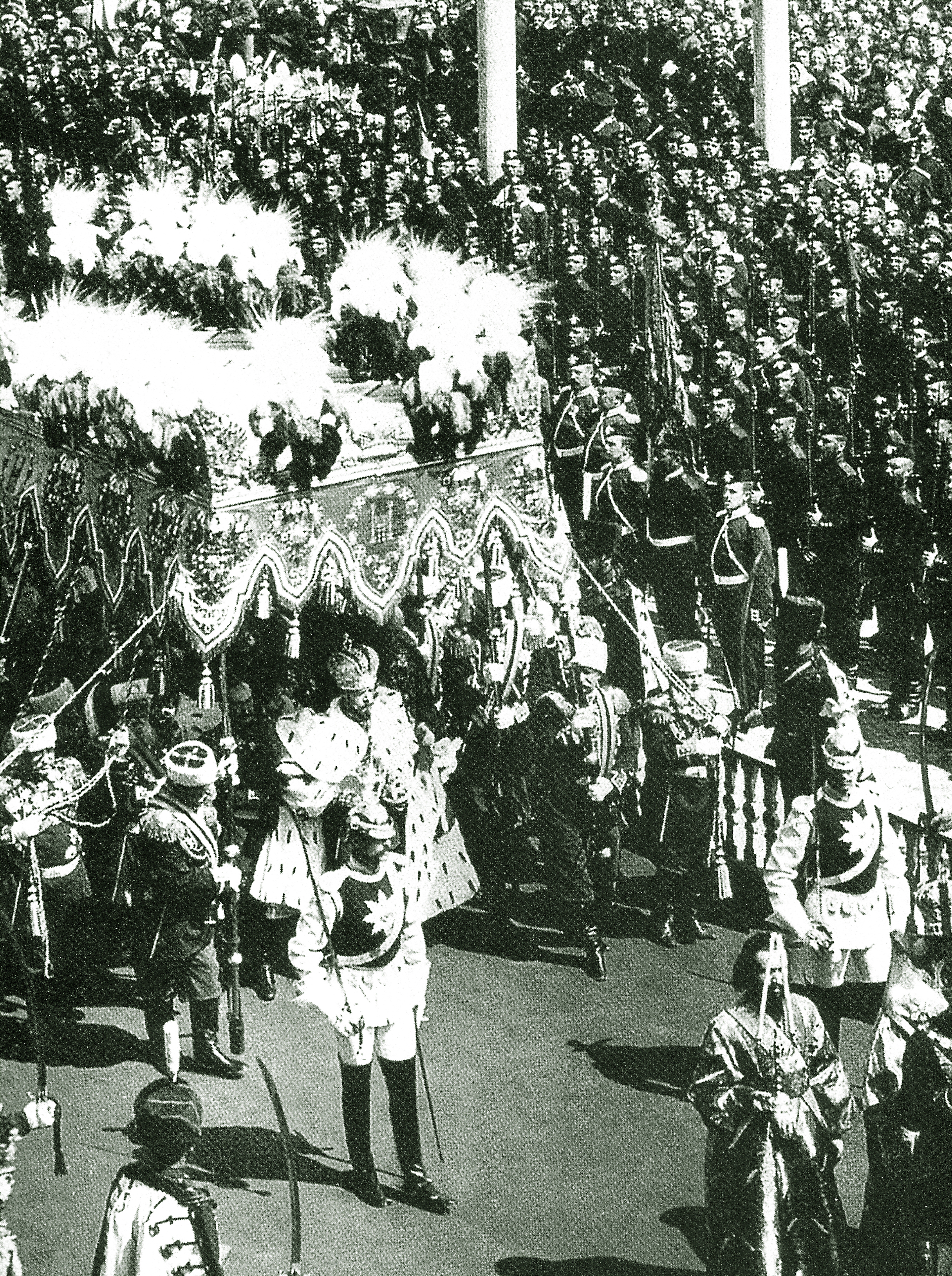
Кавалергард Маннергейм (четвёртый справа от Николая II) в почётном карауле лейб-гвардии Кавалергардского полка при коронации Николая Второго (1896)

23 апреля 1893 года рождается дочь Анастасия. В июле 1894 года при родах умирает новорождённый сын. В отношениях супругов появляется разлад.
24 марта 1895 года Густав знакомится с 40-летней графиней Елизаветой Шуваловой (Барятинской), с которой будет долго поддерживать романтическую связь. 1 июля 1895 года поручику Маннергейму вручён первый в его жизни иностранный орден — кавалерский крест австрийского ордена Франца-Иосифа. 7 июля 1895 года, в понедельник, родилась дочь Софья (в 1963 году она умерла в Париже).
14 мая 1896 года в качестве младшего ассистента участвует в коронации Николая II и Александры Фёдоровны. После коронации Николай II объявил благодарность офицерам Кавалергардского полка. 16 мая 1896 года в Кремлёвском дворце был дан приём для офицеров полка, где Маннергейм имел продолжительную беседу с императором.

#### Придворная конюшенная часть
7 августа 1897 года командир бригады Артур Гринвальд сообщил, что по просьбе императора скоро возглавит Придворную конюшенную часть и что хотел бы видеть Маннергейма в своих помощниках. 14 сентября 1897 года Высочайшим Указом Густав переведён в Придворную конюшенную часть с оставлением в списках Кавалергардского полка, с окладом в 300 рублей и двумя казёнными квартирами: в столице и в Царском Селе. По поручению Гринвальда штаб-офицер Маннергейм составляет справку о состоянии дел в Конюшенной части, по результатам которой генерал начал наводить порядок «в вверенной ему части». В конце ноября Маннергейм подбирает для Валентина Серова лошадей, с которых художник делает эскизы — царские лошади были лучшими в России.
С 27 марта по 10 апреля 1898 года Маннергейм был членом судейской коллегии Михайловского манежа, после чего уехал в длительную командировку по конным заводам — комплектация конюшни лошадьми была его основной задачей. В начале июня Маннергейм знакомится с Алексеем Алексеевичем Брусиловым. В ноябре, в командировке в Берлине, во время осмотра лошадей трёхлетняя кобыла раздробила Густаву коленную чашечку (всего в жизни Маннергейма было 14 переломов различной степени тяжести). Оперировал профессор Эрнст Бергман (1836—1907), знаменитый хирург.

Маннергейм во время коронации Николая II

В середине января 1899 года Маннергейм, наконец, начал вставать с постели и передвигаться при помощи костылей. Кроме сильных болей в колене, ему не давала покоя мысль, что он не сможет участвовать в юбилейных (100 лет) торжествах Кавалергардского полка, назначенных на 11 января 1899 года. Впрочем, Густава не забыли. Он получил несколько телеграмм из Петербурга, в том числе от шефа полка — вдовствующей императрицы, поздравления от офицеров полка и Конюшенной части, от кайзера Германии. 12 февраля поручик с супругой были приглашены на обед в императорский дворец на Оперной площади Берлина. Вильгельм II впечатления на Маннергейма не произвёл: «фельдфебель». Сказывалось воспитание Густава в высшем свете придворной аристократии.
22 июня 1899 года Маннергейм отправился (вместе с графиней Шуваловой) долечивать колено на грязевой курорт Гапсаль (Хаапсалу), где и застал его приказ о присвоении чина штабс-ротмистра.
12 августа штабс-ротмистр уже находился в столице при делах самого широкого спектра: от комплектации лошадьми Конюшенной части до продажи навоза для усадьбы фрейлины ЕИВ Васильчиковой.
В январе 1900 года офицер много времени проводил на полигоне, где проводились испытания новых (бронированных) карет для царской фамилии. Кареты оказались слишком тяжелы, под весом брони ломались колёса. Центр тяжести оказался слишком высоко — даже от небольшого взрыва кареты переворачивались. Предложение Маннергейма поставить кареты на пневмошины не было использовано.
12 апреля 1900 года Густав получил первый русский орден — орден Святой Анны 3-й степени. Травма продолжала давать о себе знать, и 24 мая Маннергейм возглавил (временно) канцелярию Конюшенной части, в которой трудились, по большей части, жёны офицеров той же Конюшенной части. Кавалергард правильно и чётко организовал работу канцелярии, что позже в своём приказе отметил Гринвальд и назначил его на должность заведующего упряжным отделением. Это отделение было ведущим в части и находилось на особом контроле у министра Двора графа Фредерикса. Здесь Густав также реорганизовал подразделение и навёл порядок, в том числе лично подковал лошадь, давая урок нерадивым кузнецам.
Весь год прошёл в семейных скандалах, так как Густав продолжал романы и с графиней Шуваловой, и с артисткой Верой Михайловной Шуваловой, супруга же устраивала жуткие сцены ревности, что пагубно сказывалось на детях.
В начале февраля 1901 года Маннергейм находился за рубежом. Конная выставка в Лондоне, оттуда на конные заводы братьев Оппенгеймер в Германии. По возвращении много работал, наводя порядок в пенсионной конюшне, в конском лазарете и часто бывал на ипподроме.

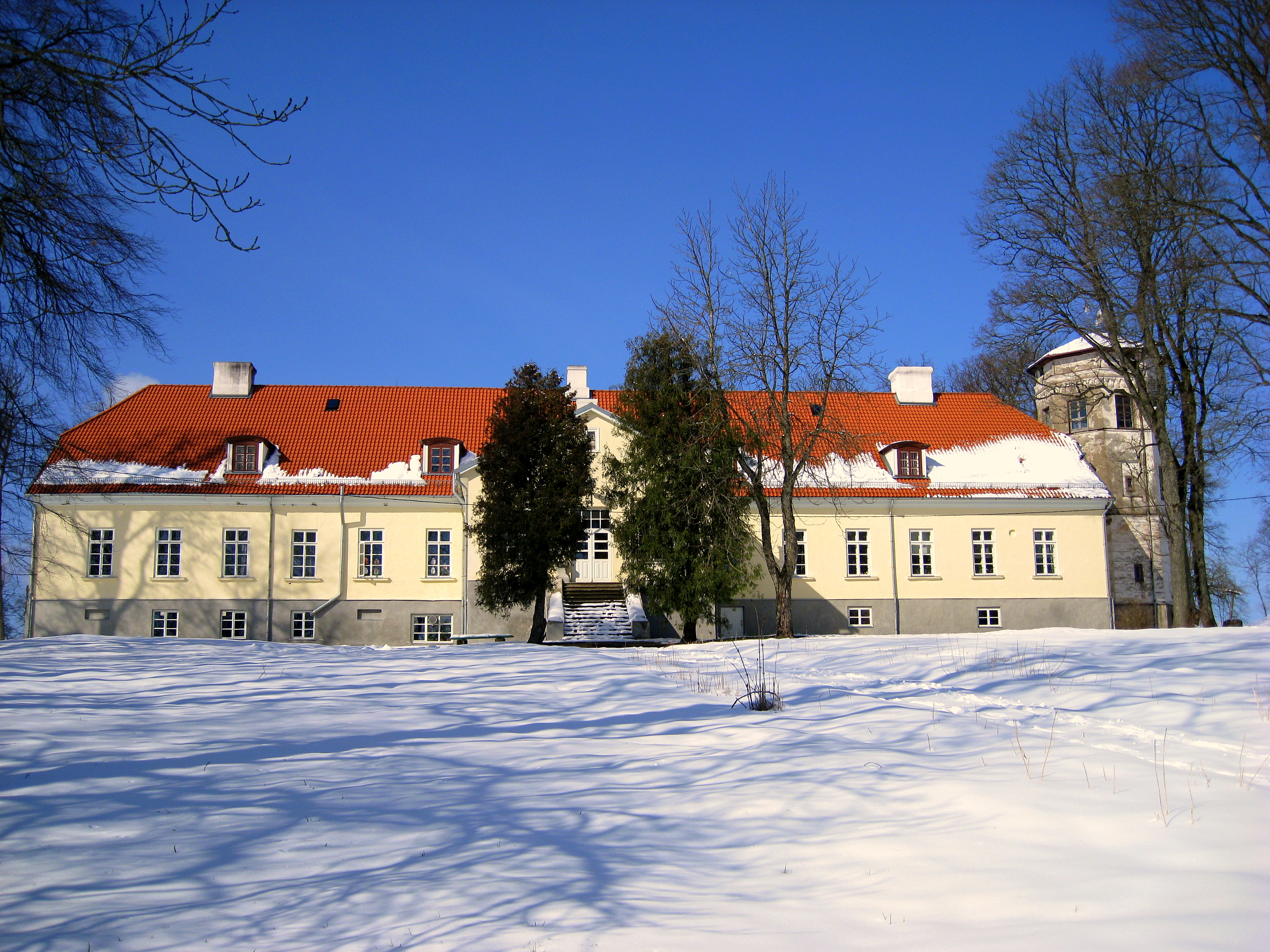
Усадьба в Априккене, современный вид.

Летом чета Маннергеймов приобрела имение в Курляндской губернии (купчую Анастасия оформила на себя), и в начале августа 1901 года они всей семьёй выехали в Априккен (ныне Априки, Лажская волость, Латвия). Там, разместившись в старинном доме (1765 года постройки), Густав развил бурную деятельность (рыбоводство, ферма). Но все его начинания пошли прахом и семья возвратилась в столицу. Супруга, поняв, что семейной идиллии больше не стоит ждать, записалась на курсы медицинских сестёр общины святого Георгия, и в начале сентября 1901 года баронесса Маннергейм в составе санитарного поезда уехала на Дальний Восток (Хабаровск, Харбин, Цицикар) — в Китае шло «восстание боксёров».
В октябре Маннергейма избрали 80-м действительным членом общества Императорских рысистых бегов на Семёновском плацу и членом судейской комиссии.
В феврале 1902 года баронесса возвратилась в Петербург. Её впечатления о пережитом на Дальнем Востоке (она награждена медалью «За поход в Китай») произвели сильнейшее впечатление на Маннергейма и на какой-то срок он стал «идеальным мужем».
В середине марта 1902 года Маннергейм, который стал тяготиться своей «бумажной» работой в Конюшенной части, договорился с Брусиловым о переходе в его офицерскую кавалерийскую школу. В мае, когда начался скаковой сезон, граф Муравьёв познакомил Густава с восходящей звездой балета Тамарой Карсавиной, с которой Маннергейм позже долго поддерживал дружеские связи. Очередной отпуск Маннергейм провёл отдельно от семьи, в Финляндии. 20 декабря 1902 года ему был присвоен чин ротмистра.
В 1903 году, разлад между супругами продолжился, они не разговаривали друг с другом, лишь утром учтиво здоровались, квартира на Конюшенной площади была разделена на две части. Баронесса продала имения, деньги перевела в парижские банки, попрощалась с ближним окружением (не ставя при этом мужа в известность), и, забрав дочерей и документы на Априккен, уехала во Францию, на Лазурный Берег. В апреле 1904 года она поселилась в Париже.
Барон остался один с офицерским жалованьем и весьма большим количеством долгов (в том числе карточных). Старший брат Густава участвовал в борьбе за изменение имперских законов в Финляндии, из-за чего он был выслан в Швецию. В день празднования 200-летия Санкт-Петербурга, подписан указ о прикомандировании Маннергейма в кавалерийскую школу Брусилова.

#### Офицерская кавалерийская школа
Ротмистр усиленно готовится к «парфорсной» охоте (нововведение Брусилова для «воспитания настоящих кавалеристов»). В начале августа 1903 года в селении Поставы Виленской губернии Густав показывает прекрасные ездовые качества наравне с Брусиловым.
С сентября наступают служебные будни: каждый день в 8 утра офицер в офицерской кавалерийской школе на улице Шпалерной. Генерал Брусилов, зная, что Маннергейм является сторонником системы выездки лошадей Джеймса Филиса, назначил его помощником к знаменитому английскому наезднику.
15 января 1904 года Густав встречает Новый год в Зимнем дворце, на балу императора. Это был последний Новогодний бал в истории Романовых. Уже 27 января Маннергейм присутствует на церемонии официального объявления Николаем II войны с Японией. Так как гвардейские части на фронт не отправлялись, Маннергейм продолжал служить в столице.
В конце февраля 1904 года он сдаёт дела по упряжному отделению полковнику Каменеву. В апреле награждён двумя иностранными орденами, летом получает свой четвёртый иностранный орден — офицерский крест греческого ордена Спасителя. 31 августа 1904 года приказом императора барон зачислен в штат Офицерской кавалерийской школы с оставлением в списках Кавалергардского полка. 15 сентября, после детальной консультации с великим князем Николаем Николаевичем, генерал Брусилов назначает Маннергейма командиром учебного эскадрона и членом учебного комитета школы. В школе этот эскадрон был эталоном всего нового и лучшего в кавалерийской науке. Такое назначение не очень понравилось офицерам постоянного состава школы, меж собой они называли барона «гвардейским выскочкой». Впрочем, мастерство Маннергейма было на высоте и при умелой и тактичной помощи Брусилова Густав достаточно быстро смог начать «управлять процессами» в школе в нужном ему русле и был тепло принят в доме Брусиловых.
Личные дела были в полном расстройстве. Куча долгов (и они росли), проблемы с женой (они не были официально разведёны), плюс ко всему графиня Шувалова, муж которой к этому времени скоропостижно скончался, настаивала на «гражданском браке» с бароном. Впрочем, Густав ясно представлял все последствия подобного шага — столичный высший свет подобных поступков не прощал.
В сложившейся обстановке Маннергейм решает отправиться на фронт. Шувалова, поняв это, бросает все дела (даже не выехав на Урал в Лысьву, где открывался памятник её мужу) и уезжает во Владивосток во главе походного лазарета. Брусилов пытался отговорить Густава, но, в конце концов, поняв тщетность своих усилий, согласился с Маннергеймом и обещал ходатайствовать о включении ротмистра в 52-й Нежинский полк.
Передав дела учебного эскадрона подполковнику Лишину, Маннергейм начал готовиться к отправке в Маньчжурию. Набралось огромное количество вещей, часть из которых надо было передать другим лицам по приезде на фронт. Чтобы покрыть огромные расходы, связанные с подготовкой, ротмистр получил большую ссуду в банке (под два страховых полиса). Выбрав трёх лошадей, Маннергейм отправил их отдельно в Харбин, хотя никто не мог сказать даже приблизительно, когда они туда прибудут.
Субботним вечером 9 октября 1904 года подполковник 52-го драгунского Нежинского полка барон Маннергейм курьерским поездом отправился в Маньчжурию, по пути сделав остановку в Москве и навестив родственников жены.

#### Русско-японская война 1904—1905
В пути Густав начал вести дневниковые записи.

Густав Маннергейм. Фотография около 1912 года

24 октября 1904 года поезд прибыл в Харбин, комендант станции сообщил ему, что лошади прибудут не ранее, чем через две недели. Густав дал во Владивосток, графине Шуваловой, телеграмму и отбыл туда сам. Вернувшись в Харбин 3 ноября, он отправляется в Мукден. 9 ноября, прибыв в Мукден, Маннергейм разыскивает своих лошадей и отбывает с ними к месту новой службы. Уже на месте барон узнаёт, что 2-я Отдельная кавалерийская бригада. в составе 51-го и 52-го драгунских полков не участвует в боевых действиях, так как командование боится ставить командиру бригады генералу Степанову самостоятельные задачи. Пришлось подполковнику сидеть в резерве. Этот период он отмечает в своём дневнике как крайне унылый и однообразный. 8 января 1905 года, подписан приказ о назначении подполковника Маннергейма помощником командира полка по строевой части.
После падения Порт-Артура у Японии освободилась 3-я армия, в связи с чем главнокомандующий генерал А. Н. Куропаткин, желая задержать прибытие этих сил японцев на главный театр военных действий, принял решение о кавалерийском рейде на Инкоу. Маннергейм писал:

В период с 25 декабря 1904 года по 8 января 1905 года я, в качестве командира двух отдельных эскадронов, принял участие в кавалерийской операции, которую проводил генерал Мищенко силами 77 эскадронов. Целью операции было прорваться на побережье, захватить японский порт Инкоу с кораблями и, взорвав мост, оборвать железнодорожную связь между Порт-Артуром и Мукденом…
Дивизион Маннергейма шёл в составе сводной драгунской дивизии под командованием генерал-майора А. В. Самсонова. Во время этого рейда Маннергейм на привале возле д. Такаукхень встретил сослуживца по Кавалерийской школе Семёна Будённого из 26-го Донского казачьего полка, также будущего маршала (звание маршала Финляндии было присвоено Маннергейму 4 июня 1942 года). Сама же атака на Инкоу по множеству причин (от неправильной постановки цели до тактических просчётов типа неправильно выбранного времени атаки) привели к поражению русской армии. Дивизион Маннергейма в атаке на Инкоу участия не принимал.
19 февраля 1905 года, во время одной из стычек с отрядом кавалерии японцев, погиб ординарец Маннергейма юный граф Канкрин — семнадцатилетний мальчик, пошедший на войну добровольцем. Маннергейма из-под обстрела вынес его призовой жеребец Талисман, уже раненый и павший после этого.
23 февраля 1905 года Маннергейм получил приказ начштаба 3-й Маньчжурской армии генерал-лейтенанта Мартсона провести операцию в районе восточной Импени по спасению 3-й пехотной дивизии, попавшей в «мешок». Драгуны под прикрытием тумана зашли в тыл японцам и, проведя стремительную атаку, обратили их в бегство. За умелое руководство и личную храбрость барону был присвоен чин полковника, что, кроме прочего, означало и прибавку в 200 рублей к жалованью. По окончании операции дивизион Маннергейма был отведён на отдых (4 дня), после чего прибыл в расположение своего полка, на станцию Чантуфу.
Штаб 3-й Маньчжурской армии поручил барону провести глубокую разведку монгольской территории на предмет выявления там японских войск. Во избежание дипломатических скандалов с Монголией разведка проводится силами так называемой «местной милиции» в количестве трёх сотен китайцев.

Мой отряд — просто хунхузы, то есть местные грабители с большой дороги… Эти бандиты … ничего, кроме русской магазинной винтовки и патронов, не знают… Мой отряд собран на скорую руку из отбросов. В нём нет ни порядка, ни единства… хотя их нельзя упрекнуть в недостаточной храбрости. Им удалось вырваться из окружения, куда нас загнала японская кавалерия… Штаб армии был очень удовлетворён нашей работой — удалось закартографировать около 400 вёрст и дать сведения об японских позициях на всей территории нашей деятельности.
Это была его последняя операция в русско-японской войне. 5 сентября в Портсмуте С. Ю. Витте подписал мирный договор с Японией.
В ноябре 1905 года полковник отбыл в Петербург. Приехав в столицу в конце декабря, узнал, что его должность, как штабная, исключена из штата 52-го драгунского Нежинского полка. Семейные дела как не были устроены до отъезда, так и сейчас выглядели полной катастрофой.
В начале января 1906 год полковник отбывает на родину, в двухмесячный отпуск для лечения ревматизма. Там он участвовал в последнем сословном представительном собрании дворянской ветви Маннергеймов.

#### Экспедиция в Китай

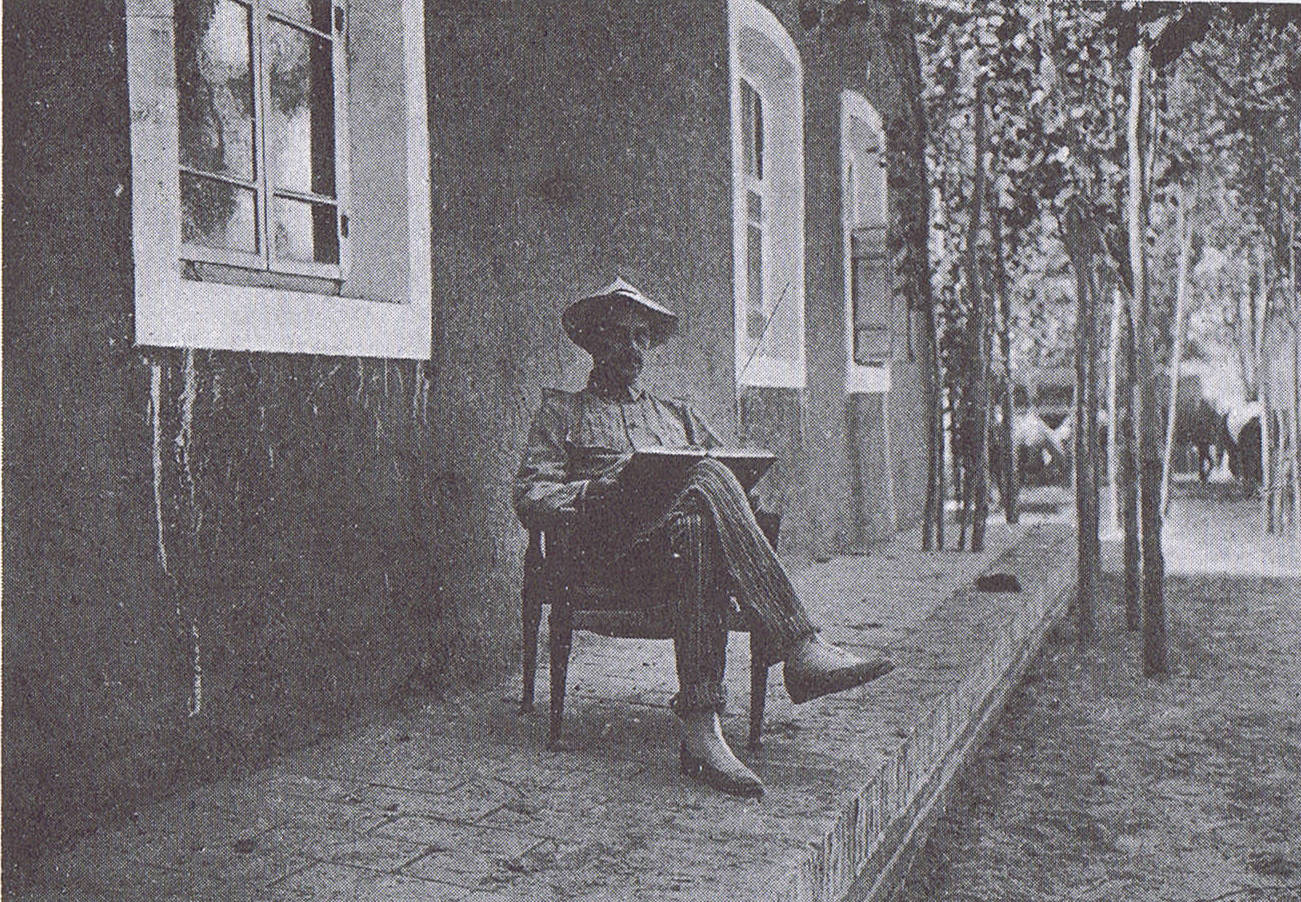
Полковник Маннергейм в русском консульстве, Кашгар, сентябрь 1906 г.

Фото из азиатской экспедиции

29 марта 1906 года Палицын сообщил: «Китайские реформы превратили Поднебесную в опасный фактор силы… Густав Карлович, Вам предстоит совершить строго секретную поездку из Ташкента в Западный Китай, провинции Ганьсу, Шэньси. Продумайте маршрут и согласуйте его с Васильевым, по организационным вопросам обращайтесь к полковнику Цейлю…».
Густав изучил в библиотеке Генштаба закрытые для печати отчёты об экспедициях в Среднюю Азию Н. М. Пржевальского и М. В. Певцова. Маннергейм также получил поручение Финно-угорского общества собрать археологические и этнографические коллекции для создававшегося в Гельсингфорсе Национального музея Финляндии.
10 июня 1906 года Густав был включён в состав экспедиции французского социолога Поля Пеллио, но потом по его просьбе Николай II придал Маннергейму самостоятельный статус.
19 июня полковник с 490 кг багажа, включая фотоаппарат «Кодак» и две тысячи стеклянных фотопластинок с химреактивами для их обработки, отбывает из столицы. 29 июля 1906 года из Ташкента экспедиция тронулась в путь. В оперативном отделе штаба барона познакомили с Лавром Корниловым. В мае Маннергейм встречается с Далай-ламой XIII в Утайшане. 12 июля 1908 экспедиция прибыла в Пекин.
Перед отъездом в Россию Маннергейм совершил ещё одну «миссию», в Японию. Целью задания было выяснение военных возможностей порта Симоносеки. Выполнив задание, полковник 24 сентября прибыл во Владивосток.
Результаты экспедиции
- На карту нанесено 3087 км пути экспедиции
- Составлено военно-топографическое описание района Кашгар — Турфан.
- Исследована река Таушкан-Дарья от её схода с гор до впадения в Оркен-Дарью.
- Составлены планы 20 китайских гарнизонных городов.
- Дано описание города Ланьчжоу как возможной будущей российской военной базы в Китае.
- Оценено состояние войск, промышленности и горного дела Китая.
- Оценено строительство железных дорог.
- Оценены действия правительства Китая по борьбе с потреблением опиума в стране.
- Собрано 1200 различных интересных предметов, касающихся культуры Китая.
- Привезено около 2000 древних манускриптов из песков Турфана.
- Привезено редкое собрание китайских зарисовок из Ланьчжоу, дающих представление о 420 персонажах разных религий.
- Составлен фонетический словарь языков народностей, проживающих в северном Китае.
- Проведены антропометрические измерения калмыков, киргизов, малоизвестных племён абдалов, жёлтых тангутов, торгоутов.
- Привезено 1353 фотоснимка, а также большое количество дневниковых записей.

Маннергейм проехал верхом около 14 000 км. Его отчёт принадлежит к числу последних примечательных дневников, составленных путешествующими таким образом.
Итоги «азиатского похода» Маннергейма: он был принят в почётные члены Русского географического общества. Когда в 1937 году был издан на английском языке полный текст дневника путешественника, весь второй том издания состоял из статей, написанных другими учёными на основании материалов этой экспедиции.
Летом 1906 года полковник Карл Густав Маннергейм побывал на территории современного Кыргызстана по пути в Китай, куда его с экспедицией отправил генштаб Российской империи. В Оше и Алае он сделал ряд уникальных снимков, включая последние фотографии Курманжан Датки.
Генштаб отправил полковника русской армии Маннергейма в секретную поездку в Китайскую империю для того, чтобы узнать, насколько там велико влияние Японии — на тот момент основного геополитического противника России.
Добравшись летом 1906 года поездами и пароходами до Самарканда, Маннергейм пересел на лошадей и вскоре достиг современной территории Ошской области.

#### Польша
10 января 1909 года, по окончании отпуска, Маннергейм вернулся в Петербург, где получил приказ о назначении его командиром 13-го уланского Владимирского Его Императорского Высочества Великого князя Михаила Николаевича полка. 11 февраля, после короткой поездки в Финляндию, Густав отправился в город Новоминск (ныне — Миньск-Мазовецки), находящийся в 40 км от Варшавы.
Подготовка полка (он принял его от полковника Давида Дитерихса) оказалась слабой, и Маннергейм принялся её выправлять, как он и делал раньше с другими своими подразделениями. Служба, занятия на плацу и «в поле» по 12 часов через год сделали полк одним из лучших в округе, а умение работать с людьми и личный пример позволили Густаву заполучить в союзники большинство офицеров полка. Летние сборы проходили в посёлке Калушино, неподалёку от Новоминска.
В Варшаве Маннергейм вошёл в польское светское общество, сблизился в том числе с Замойскими, Потоцкими, Красинскими и Радзивиллами. Его лучшими друзьями стали граф Мориц и Адам Замойские, а также князь Здислав Любомирский и его жена Мария Любомирская. Он также неоднократно встречался со своим другом и соратником А. Брусиловым, который командовал 14-м армейским корпусом, полк же Маннергейма входил в этот корпус в составе 13-й кавдивизии корпуса, штаб Брусилова дислоцировался в Люблине. Супруга Алексея Алексеевича умерла, отношения с сыном не очень складывались. В один из приездов Брусилова во Владимирский полк генерал-майор торжественно вручил полковнику орден Святого Владимира — награду за азиатский поход. В конце 1910 года Густав присутствовал на скромной свадьбе друга. Брусилов вторично женился.
При встречах с великим князем Николаем Николаевичем Брусилов постоянно рассказывал ему о Густаве и его достижениях в полку. После разговора великого князя с императором Маннергейм 1 января 1911 года был назначен командиром Лейб-гвардии Уланского Его Величества полка. 19 февраля 1911 года был пожалован чином генерал-майора, в 1912 году был зачислен в Свиту Его Величества.
17 февраля 1911 года барон принял полк у Павла Стаховича (своего бывшего командира). Казармы полка располагались в Варшаве, за старинным парком Лазенки. Это был гвардейский полк, в котором сохранялись порядки, заложенные ещё в начале 1880-х годов командующим войсками округа генерал-фельдмаршалом И. В. Гурко.
Частная жизнь офицеров до прихода Маннергейма была не очень разнообразной. Лошади и женщины, с польским населением контактов было немного, за исключением трёх офицеров — Головацкого, Прждецкого и Бибикова, которые поддерживали связи в высшем польском свете. Маннергейм много позже писал: «Личных контактов между русскими и поляками было очень мало, и во время моего общения с поляками на меня смотрели недоверчиво». Но командир круто изменил положение вещей, за основу взяв конный спорт. Он стал вице-президентом скакового общества Отдельной гвардейской кавбригады и членом Варшавского скакового общества, вступил в элитный охотничий клуб.
Генерал-майор был принят в фамильной среде Радзивиллов, Замойских, Велепольских, Потоцких. В доме графини Любомирской он принят уже давно. Польки не давали покоя офицерам полка, и Густав не был исключением. Слухи о посещениях великосветскими дамами квартиры Маннергейма быстро распространились по городу. Графиня Любомирская писала в своих мемуарах о «друге сердца»: «Густав был человек увлекающийся, никогда и ничем не умел дорожить». Маннергейм же понимал, что разрывать отношения с графиней нельзя — это сразу же сказалось бы на его положении в обществе.
Жизнь в светской Варшаве требовала больших денег, и Маннергейм периодически посещал ипподром, где инкогнито выставлял своих скакунов на соревнования (существовал запрет для старших офицеров гвардии выставлять своих лошадей на соревнования). Призы были большими: Варшавское дерби — 10 000 рублей, Императорский приз — 5000 рублей.
В 1912 году, командуя полком, Маннергейм чувствовал себя весьма уверенно. Он отказался от очень престижной должности командира 2-й Кирасирской бригады, расквартированной в Царском Селе — он ждал, когда в Варшаве освободится должность командира Отдельной гвардейской кавбригады.
Летние манёвры, проведённые под Ивангородом, оказались весьма удачными для Маннергейма — его полк был единственным, не получившим ни единого штрафного очка, и великий князь Николай Николаевич, дядя императора, назвал Густава «великолепным командиром». После этих манёвров началась длительная дружба Маннергейма с князем Георгием Тумановым. В этом же году состоялось знакомство барона с офицером Генштаба, стажёром при его полке, Духониным, который не понравился Маннергейму и впоследствии оказал отрицательное воздействие на военную карьеру Густава.
Осенью, как и обычно, уланы охраняли район царских охот около Спала — одной из летних резиденций императорской фамилии, что приблизительно в 21 км от железнодорожной станции Скерневицы. Видимо, там Маннергейм также виделся с Николаем II.
Осенью 1913 года Маннергейм более месяца пробыл во Франции, на русско-французских учениях. 24 декабря Густав Карлович Маннергейм, генерал-майор свиты Его Величества, назначен на долгожданную должность командира Отдельной гвардейской кавалерийской бригады со штаб-квартирой в Варшаве.
Первую половину лета 1914 года командир бригады проводит на курорте в Висбадене (даёт о себе знать застарелый ревматизм). Возвращаясь с лечения, он в Берлине заглянул к Волтманну, торговцу лошадьми, у которого в своё время прикупал лошадей для Придворной конюшенной части. Но конюшни торговца были пусты — накануне все лошади были закуплены для нужд германской армии. На вопрос Густава, откуда у германских военных столько денег на весьма дорогих лошадей (при стоимости одного скакуна в 1200 марок армия заплатила Волтманну по 5000), торговец прищурился: «Кто хочет воевать, тот должен заплатить». И 22 июля 1914 года, встретившись с графиней Любомирской, он сообщил ей, что ожидает войны. «Утром 31 июля 1914 года ко мне пришёл попрощаться генерал Маннергейм… Он попросил напутствовать его на дорогу…» — так записала в своём дневнике графиня Любомирская.

#### Первая мировая война
1 августа 1914 года Германия объявила войну России. 2 августа Отдельная гвардейская кавалерийская бригада сосредоточилась под Люблином, откуда Лейб-гвардии Уланский полк конным порядком проследовал в город Красник, а в ночь с 6 на 7 августа пришла телеграмма о том, что и Австро-Венгрия объявила войну России.
17 августа Маннергейм получил приказ об удержании города Красник, который был стратегически важным узлом, лежавшим к югу от железной дороги Ивангород (Демблин) — Люблин — Холм (Хелм), и, по возможности, провести разведку неприятельских сил. Выдержав первый удар превосходящих сил врага (австрийцы в течение нескольких часов мощно атаковали позиции спешенного Лейб-гвардии Уланского полка), Маннергейм при помощи подоспевшего подкрепления в виде двух стрелковых полков, провёл своей кавалерией стремительную атаку, обратив врага в бегство. Только в плен было захвачено около 250 солдат и 6 офицеров неприятеля. Уланы потеряли в этом бою 48 человек, из них семь офицеров, в том числе своего командира, генерала Алабешева. За этот бой при Краснике генерал-майор Маннергейм приказом командира 4-й армии был награждён золотым Георгиевским оружием.
После поражения у Красника австрийцы мобилизовались и организовали чрезвычайно плотную оборону перед правым флангом 4-й армии, в связи с чем рейды русской конницы в тылы противника практически прекратились. Каждая разведывательная операция превращалась в затяжной бой. Хорошей характеристикой командирских качеств Маннергейма может служить выход из окружения под селом Грабувка. С наступлением темноты Маннергейм собрал старших офицеров и разделил на карте кольцо окружения на 20 секторов, назначив ответственного за каждый сектор офицера. После чего поставил задачу добыть в каждом секторе «языка». Около полуночи в распоряжении Маннергейма оказалось по одному пленному австрийцу из каждого сектора. Проанализировав ситуацию, около двух часов ночи гвардейцы прорвали окружение в самом слабом месте и к утру присоединились к 13-й кавалерийской дивизии. 11 августа 1914 года бригада Маннергейма, получает приказ задержать продвижение противника в районе деревни Суха Вулька, отступает и соединяется с полками Туманова.
В августе 1914 года за успешные действия генерал-майор Маннергейм награжден орденом Святого Станислава 1-й степени с мечами и получает мечи к уже имеющемуся ордену Святого Владимира 3-й степени.
22 августа Густав встретился с бывшей возлюбленной, графиней Шуваловой (она возглавляла госпиталь Красного Креста в Перемышле). Встреча оставила неприятный осадок.
В одном из боёв, за город Янов, что в 75 км от Люблина, Маннергейм, оценив обстановку, провёл так называемую «звёздную атаку» на город. Он «показал» австрийцам, что медленно и основательно наступает на город крупными силами сразу с нескольких сторон. Введённый в заблуждение, засуетившийся противник, в спешном порядке начавший перегруппировываться для организации обороны, «прохлопал» атаку гвардейцев Маннергейма, прорвавших оборону в местах, где не было «показано наступление». Влетевшие в город кавалеристы посеяли панику в оборонительных порядках австрийцев, которые спешно покинули город. В азарте, преследуя отступающего врага, уланы попали под сильный огонь, понеся значительные потери. В том числе погиб штаб-ротмистр Бибиков, любимец высшего женского общества Варшавы. Когда же известие о гибели Бибикова докатились до Варшавы, графиня Любомирская написала Густаву гневное письмо, в котором обвиняла генерала в том, что он пренебрегает жизнями офицеров, заведомо обрекая их на гибель своими «необдуманными приказами». Отдельные же высшие офицеры из разного рода штабов наоборот, считали, что Маннергейм уклоняется от боёв с противником. Когда Маннергейму был вручён 18 декабря Георгиевский крест 4-й степени, гвардейцы по этому поводу сложили стихи:
Крест Георгиевский белый
Украшает Вашу грудь;
Есть чем Вам, жестокий, смелый
Бой с врагами помянуть.
Речь идёт о форсировании 9-й армией реки Сан, где благодаря проявленной Маннергеймом инициативе была обеспечена переправа войск на правый берег реки. Когда же офицеры спрашивали его, почему он неуязвим для пуль и снарядов, барон отвечал, что у него есть серебряный талисман и дотрагивался до левого нагрудного кармана: там лежала серебряная медаль 1896 года, медаль участника коронации его императорского величества Николая II.
11 октября 1914 года российские войска неожиданно начали операцию, вошедшую в историю как Варшавско-Ивангородская операция, в результате которой австро-германские войска потерпели серьёзное поражение. В конце осени бригада Маннергейма занимала позиции по реке Нида, где и встретила Новый год. Офицеры бригады преподнесли в подарок своему командиру серебряный портсигар, «на счастье».
В 1915 году германское командование, обеспокоенное крупными успехами России в Галиции, предприняло серьёзную перегруппировку своих сил в пользу Восточного фронта. Генштаб немецкой армии также переместил свою ставку в Силезию, близ границы с Австрией (город Плесс). Командование российской армии в лице командиров Юго-Западного фронта начало передислокацию войск, и Отдельная гвардейская кавалерийская бригада Маннергейма выдвинулась в Восточную Галицию и в конце февраля вошла в состав находившейся в 60 км к юго-западу от Самбора 8-й армии под командованием его старого знакомого А. Брусилова, который назначил Густава Карловича временно исполняющим обязанности командира 12-й кавалерийской дивизии вместо выбывшего из строя по причине ранения генерала Каледина. При назначении Густава на этот пост Брусилову пришлось преодолевать определённое сопротивление офицеров Генерального штаба, которые называли Маннергейма «лошадиной мордой». Несмотря на всё это, Высочайший Указ о назначении Маннергейма командиром дивизии поступил 24 июня. Маннергейма, принявшего командование дивизией, в штабе 2-го кавалерийского корпуса, находившегося в районе Станислава, ввёл в обстановку командир корпуса генерал Хан Нахичеванский. 2-й корпус, помимо 12-й кавалерийской дивизии Маннергейма, включал отдельное соединение из шести кавказских полков, которое получило название «Дикой дивизии», и командовал ею брат императора Великий князь Михаил Александрович.
12-я кавалерийская дивизия состояла из двух бригад, в каждой из которых было по два полка, по словам Маннергейма, «великолепных полка с богатыми традициями». Ахтырский гусарский полк вёл свою историю с 1651 года, Белгородский уланский полк — с 1701 года, Стародубовский драгунский полк — с 1783 года, казачий полк состоял из оренбургских казаков. «Хотя мне и пришлось отказаться от хорошего воинского соединения, я склонен был считать, что новое, полученное мною, ничуть не хуже; на мой взгляд, оно было абсолютно подготовлено к военным действиям», — отмечал в своих мемуарах Густав Карлович. Штаб дивизии имел отличную репутацию и никогда не терял присутствия духа. Тон в работе задавал начальник штаба Иван Поляков, который требовал от подчинённых офицеров настоящей самоотдачи при выполнении заданий.
12 марта 1915 года, вечером, Маннергейм получил приказ командира 2-го кавалерийского корпуса о смене 1-й Донской казачьей дивизии, державшей оборону около города Залещики, что находился в 45 км от города Черновицы. Здесь «в гости внезапно» к Маннергейму попытались нагрянуть командующий 9-й армией генерал Лечицкий и генерал Хан Нахичеванский, но австрийцы, обнаружив автомобиль командующего, открыли артиллерийский огонь, в результате которого автомобиль был разбит, а Хан Нахичеванский получил контузию. Вблизи этого города части Маннергейма держали оборону до 15 марта, после чего их сменила 37-я пехотная дивизия.
17 марта, вечером, поступила телеграмма из штаба армии, согласно которой Маннергейм должен форсировать Днестр вблизи деревни Устье и соединиться там с корпусом генерала графа Келлера. 22 марта части Маннергейма, уже переправившись через Днестр и захватив селения Шлосс и Фольварок, вынуждены отойти под ураганными контратаками противника. Накануне в ответ на вежливое напоминание офицера Маннергейма офицеру Келлеру о боевом приказе, о совместных действиях, граф ответил: «Я помню о поставленной нам задаче». Когда же Маннергейм, видя, что силы противника превышают его силы более чем вдвое, обратился к Келлеру с просьбой о поддержке, то получил странный ответ: «Сожалею, но распутица мешает мне помочь вам». Маннергейму пришлось отойти обратно на левый берег Днестра, а понтонную переправу сжечь. О случившемся барон отправил рапорт (донесение № 1407) в штаб 2-го кавалерийского корпуса, где подробно изложил и эту операцию, и действия Келлера. Но генерал Георгий Раух, судя по всему, всё спустил «на тормозах». Ведь когда-то Георгий Раух был шафером на свадьбе Густава, а его сестра Ольга поддерживала тесные связи с женой Густава Ариной Араповой. После разрыва Маннергейма с женой Раух и его сестра прекратили отношения с Густавом. Видимо, для генерала Рауха мнение женщины в тот момент перевесило долг офицера и командира. В своих мемуарах Маннергейм этот эпизод отметил крайне скупо, практически «без фамилий».
С 26 марта по 25 апреля 1915 года дивизия Маннергейма стояла на отдыхе в деревне Шупарка. Учебных занятий было немного, но сам барон неоднократно показывал высочайший класс в соревнованиях по стрельбе из различных видов стрелкового оружия.
25 апреля барон был временно назначен командиром сводного кавалерийского корпуса, составленного из 12-й дивизии Маннергейма, Отдельной гвардейской кавалерийской бригады и бригады Заамурской пограничной стражи, перед которым была поставлена задача форсировать Днестр и совместно с Сибирским корпусом вести наступление на город Коломыя. В процессе наступления части Маннергейма взяли город Заболотов на реке Прут, в котором стояли достаточно долго.

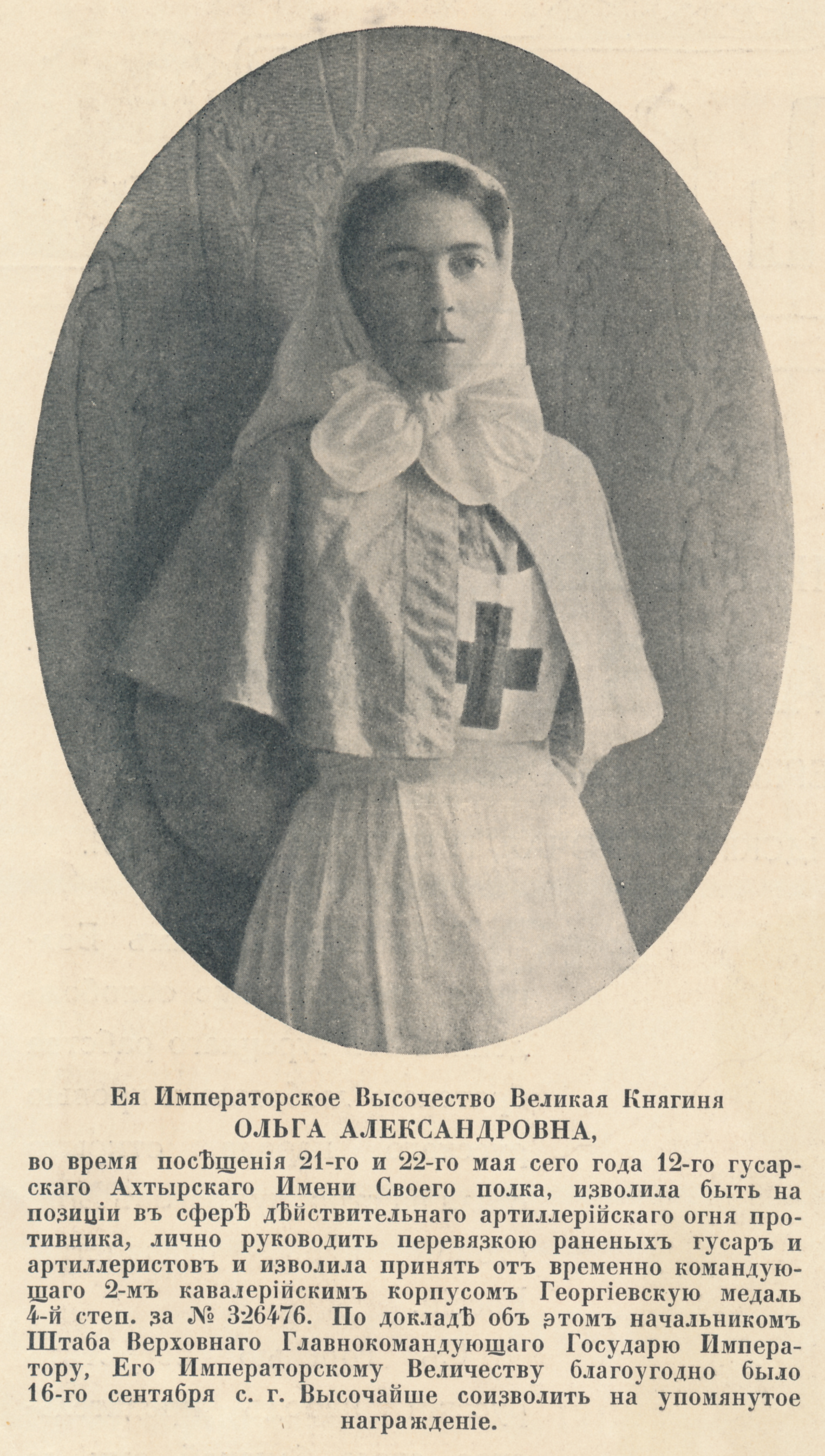
Публикация о посещении Ольгой Александровной Ахтырского полка

18 мая 1915 года барон получил следующую телеграмму: «Генералу свиты ЕИВ барону Густаву Маннергейму. Хочу видеть моих ахтырцев. Буду 18 мая в 16.00 поездом. Ольга». Почётный караул во главе с Маннергеймом находился на станции Снятын в ожидании военно-санитарного поезда № 164/14 с великой княгиней Ольгой Александровной несколько часов, но поезд так и не подошёл. Было решено начинать торжества — в одном из амбаров были накрыты праздничные столы. В разгар пиршества в амбар тихо вошла женщина в платье сестры милосердия и присела за стол рядом с Маннергеймом, благо, один из офицеров вовремя её узнал и предложил стул. Княгиня наклонилась к Густаву: «Барон, Вы же знаете, что я не люблю церемоний. Продолжайте обед и не забудьте налить мне вина, я ведь знаю, что Вы галантный кавалер, не в пример нашим общим знакомым… И прошу простить за опоздание — мой поезд не пропустили из-за боязни немецких налётов. Я села на лошадь — Вы меня как наездницу знаете — и вот у Вас с моим ненужным мне конвоем… И прикажите пригласить к столу моих опекунов». Торжественный обед продолжился и весьма хорошо. Первой парой в первом полонезе выступали Густав и Ольга. На следующий день состоялся торжественный парад ахтырцев. Великая княгиня Ольга Александровна была из числа тех женщин, которых никто не забывал. Сохранилась подаренная Густаву фотография с памятной надписью княгини: «… Посылаю Вам снятую в период войны карточку, когда мы больше встречались и когда, как любимый начальник 12-й кавалерийской дивизии, Вы были вместе с нами. Это напоминает мне о былом…».
20 мая 1915 года новый приказ: «В связи с общим отступлением армий Юго-Западного фронта вам следует перейти в район город Войнилова, где войти в состав 11-го армейского корпуса». Прикрыв переправу наших войск через Днестр, 12 дивизия Маннергейма стала прикрывать отход 22-го армейского корпуса в сторону реки Гнилая Липа. «Июньские бои наглядно продемонстрировали, насколько развалившейся была армия: за всё это время у меня в подчинении перебывало поочерёдно одиннадцать батальонов, причём боеспособность их раз от разу снижалась, и большая часть солдат не имела винтовок», — вспоминает в своих мемуарах Густав Карлович.
28 июня барон получает приказ организовать оборону в районе деревни Зазулинце. Дивизия Маннергейма была усилена двумя «дикими бригадами» из хозяйства Хана Нахичеванского. Одной из этих кавалерийских бригад командовал Пётр Краснов, другой — Пётр Половцев. Во время сражения бригада Краснова просто не выполнила приказ Маннергейма атаковать противника. По версии самого барона, Краснов просто «берёг» своих горцев, по другой — горцы не хотели идти в атаку в пешем строю. В любом случае по окончании боя великий князь Михаил Александрович осудил действия Краснова.
Отступление проходило тяжело, моральный дух войск падал, то тут, то там случались случаи мародёрства, подстёгиваемого приказом великого князя Николая Николаевича использовать тактику «выжженной земли».
В конце августа 1916 «маньчжурский ревматизм» окончательно скрутил генерала, и он был отправлен на лечение в Одессу сроком на пять недель, оставив 12-ю кавалерийскую дивизию под командованием генерал-майора барона Николая Дистерло.
В сентябре 1916 был переведён в резерв как военачальник, неприемлемый в сложившихся условиях. В январе 1917 года отправил прошение в отставку и отправился на родину в Финляндию.

#### Февральская революция(1917)
Выехав из Гельсингфорса обратно в армию 24 февраля 1917 года, Маннергейм стал свидетелем революции в Петрограде; в дни 27-28 февраля он даже был вынужден скрываться, опасаясь, что его арестуют как офицера. Весть об отречении императора застала его в Москве. Маннергейм, до конца жизни остававшийся монархистом, встретил революцию крайне негативно. По возвращении на фронт, согласно его воспоминаниям, Маннергейм посетил командующего Румынским фронтом генерала Сахарова. «Я рассказал ему о своих впечатлениях от событий в Петрограде и Москве и попробовал уговорить генерала возглавить сопротивление. Однако Сахаров считал, что время таких действий ещё не настало».
В марте 1917 года генералы Маннергейм и Врангель приняли решение выступить от лица вверенных им частей кавалерии с обращением к Временному правительству в день присяги и потребовать от него более энергичных усилий в борьбе с разложением армии. 16 или 17 марта Маннергейм выехал из Кишинёва в Оргеев, где находился штаб 3-го конного корпуса, чтобы склонить его командира графа Келлера, заявившего о своем отказе присягать Временному правительству, пожертвовать своими политическими убеждениями ради блага армии или, по крайней мере, не воздействовать на корпус. Граф Келлер сообщил Маннергейму, что лично он как христианин менять присягу не станет, но и воздействовать на свои войска не собирается.
К осени 1917 года прогрессирующий развал армии привёл Маннергейма к мысли об уходе с военной службы. Последней каплей, по его воспоминаниям, послужили следующие обстоятельства: несколько солдат арестовали его офицера, который вёл монархические разговоры в офицерском клубе. Маннергейм апеллировал к комиссару Временного правительства; комиссар освободил офицера и объявил о «наказании» незаконно арестовавших его солдат, которое, однако, сводилось лишь к тому, что солдаты были временно переведены в другую часть, но, добавил комиссар, «после понесения наказания у них будет право вернуться в полк». «Я окончательно утвердился в мысли, что командир, который не может защитить своих офицеров от насилия, не может оставаться в российской армии», — вспоминал Маннергейм. Последовавший вскоре вывих ноги в результате падения с лошади дал Маннергейму удобный предлог для того, чтобы под видом необходимого лечения покинуть армию и возвратиться в Финляндию. В Одессе Маннергейм получил известия о произошедшей в Петрограде большевистской революции. По его воспоминаниям, и в Одессе, и затем в Петрограде он вёл среди представителей высшего русского общества разговоры о необходимости организации сопротивления, но, к своему крайнему удивлению и разочарованию, встречал только жалобы на невозможность противодействия большевикам. И он направился в Финляндию для поддержания её новоприобретённой независимости.

### Командующий и регент Финляндии

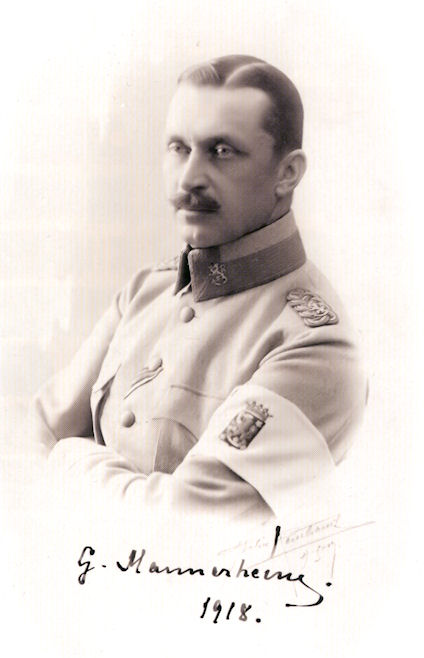

18 декабря 1917 года вернулся в Финляндию, в которой незадолго до этого, 6 декабря, была провозглашена независимость.
Финляндию Маннергейм застал также в состоянии революционного брожения и острого антагонизма между Сенатом и правительством (во главе с П. Э. Свинхувудом), с одной стороны, и социал-демократами, опиравшимися на Красную гвардию и находившиеся в Финляндии русские воинские части с их солдатскими советами, с другой. Хотя 31 декабря 1917 года В. И. Ленин официально признал независимость Финляндии, русские войска из неё не были выведены, а социал-демократы готовили захват власти. Маннергейм вошёл в состав Военного комитета, пытавшегося организовать военную поддержку правительства, но скоро вышел из него, осознав его недееспособность. 12 января 1918 года парламент уполномочил Сенат принять жёсткие меры по наведению порядка, а 16 января Свинхувуд назначил Маннергейма главнокомандующим фактически не существующей армии. Маннергейм немедленно оставил юг Финляндии с его социал-демократическими рабочими и русскими войсками и выехал на север, в город Ваза, где намеревался организовать основу своих сил. Там он с помощью шюцкора начал готовить контрреволюционное восстание, которое должно было сопровождаться разоружением русских частей и Красной гвардии. В ночь на 28 января 1918 года силы Маннергейма, в основном шюцкор (силы самообороны), разоружили русские гарнизоны в Вазе и ряде других северных городов. В тот же день в Гельсинфорсе социал-демократы произвели переворот, опираясь на Красную гвардию и поддержку русских солдат.
Так началась гражданская война в Финляндии. Уже к марту Маннергейм сумел сформировать боеспособную 70-тысячную армию, которую возглавил в чине генерала от кавалерии (произведён 7 марта 1918 г.). 18 февраля он ввёл воинскую повинность. На протяжении двух месяцев финская армия под командованием Маннергейма при помощи высадившегося в Финляндии немецкого корпуса фон дер Гольца разгромила расположенные в южной Финляндии отряды финской Красной гвардии. Перейдя в наступление 15 марта, Маннергейм 6 апреля после ожесточённого многодневного сражения захватил Таммерфорс и начал стремительно продвигаться на юг. 11-12 апреля 1918 года немцы взяли Гельсингфорс, 26 апреля Маннергейм занял Выборг, откуда бежало эвакуировавшееся из Гельсингфорса революционное правительство. После этого в городе начался белый террор: были проведены массовые расстрелы финских красногвардейцев и гражданского населения, заподозренного в связях с коммунистами. 15 мая 1918 года белые овладели последней цитаделью красных: фортом Ино на южном побережье Карельского перешейка. Гражданская война была окончена. 16 мая 1918 года в Гельсингфорсе состоялся парад победы, сам Маннергейм проследовал во главе эскадрона Нюландского драгунского полка.
Однако победа вскоре принесла Маннергейму разочарование. Маннергейм изначально выступал против германской (и предполагавшейся шведской) интервенции на стороне белых, надеясь справиться с красными внутренними силами, а узнав о заключении соглашения с Германией, требовал, чтобы участие немцев было ограниченным и они подчинялись его приказам. Тем не менее, правительство заключило с Германией ряд кабальных договоров, фактически лишавших страну суверенитета. Когда Маннергейму было заявлено, что он должен формировать новую армию с помощью немецких офицеров и фактически в подчинении у немцев, Маннергейм в возмущении подал в отставку и уехал в Швецию. В октябре, ввиду наметившегося поражения Германии в войне он по просьбе правительства направляется в Лондон и Париж с дипломатической целью — установить (в случае с Францией восстановить) отношения со странами Антанты и добиться международного признания молодого государства.
В ноябре Германия капитулировала, и правительству Свинхувуда, односторонне связавшему себя с Берлином, пришлось уйти в отставку (12 декабря). Временным главой государства (регентом королевства — так назвалось в соответствии с действовавшей на тот момент конституцией 1772 г. должностное лицо, обладающее полномочиями монарха) был объявлен Маннергейм, находившийся в тот момент в Лондоне.
Маннергейм предполагал, что победа белых в Финляндии может быть частью всероссийской антибольшевистской кампании и рассматривал возможность наступления финской армии на красный Петроград. Мнение Маннергейма не совпадало с позицией националистических финских элементов, не желавших восстановления сильного Российского государства и потому считавших выгодным для Финляндии сохранение большевистской власти в России.
В мае-апреле 1919 года во время переговоров с англичанами о возможной интервенции, в качестве условий начала финского наступления против большевиков, Маннергейм просил официального одобрения интервенции со стороны Великобритании, предоставления займа в 15 млн фунтов, признания независимости Финляндии будущим небольшевистским правительством России, проведения плебисцита о присоединении к Финляндии Восточной Карелии, автономии Архангельской и Олонецкой губерний и демилитаризации Балтийского моря.
Генерал-лейтенант, бывший командир Гвардейского кавалерийского корпуса Е. К. Арсеньев, так отчитывался о своих переговорах с Маннергеймом от 8 мая 1919 года:

 …он [Маннергейм] мыслит поход [на Петроград] только «как совместное дружеское действие сил финляндских и русских», но для похода «необходимо, чтобы какая-нибудь авторитетная русская власть признала независимость Финляндии». Маннергейм — уже финляндский национальный герой. Но это его не удовлетворяет. Он хотел бы сыграть большую историческую роль и в России, в которой он прослужил 30 лет и с которой его связывают тысячи нитей:305.

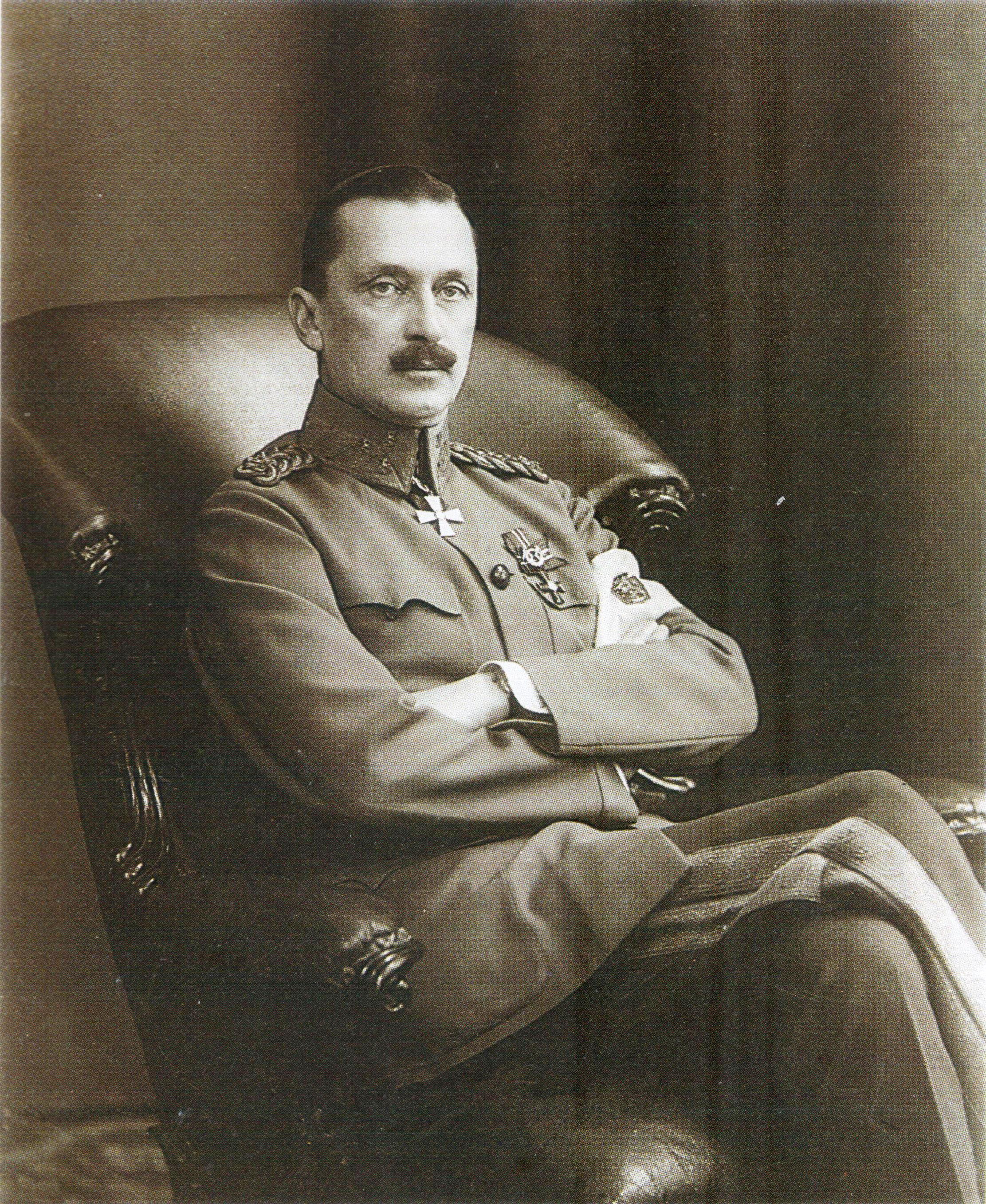

Накануне выборов, пользуясь нечёткой позицией Колчака и Сазонова относительно признания независимости Финляндии, финская социал-демократическая печать всячески стремилась подчеркнуть дружбу Маннергейма с представителями «белой России», делая выводы об опасности, которую Маннергейм представляет для финской независимости, в случае победы его «белых друзей». Маннергейм был вынужден отказаться от прямых и публичных высказываний о поддержке вооружённой борьбы с большевиками в России и делал такие заявления только в частных беседах. Но выборы всё равно были им проиграны:305.
18 июня 1919 года Маннергейм заключил секретное соглашение с находившимся в Финляндии генералом Юденичем, из которого однако не последовало никаких практических результатов.
Проиграв президентские выборы 25 июля 1919 года, Маннергейм уехал из Финляндии. Он жил в Лондоне, Париже и скандинавских городах. Маннергейм действовал как неофициальный, а впоследствии официальный представитель Финляндии во Франции и Великобритании, поскольку в Лондоне и Париже он рассматривался как единственный человек, обладающий достаточным для переговоров политическим капиталом.
Во время наступления Юденича на Петроград в октябре 1919 года Маннергейм писал:

Освобождение Петрограда — это не чисто финско-русский вопрос, это всемирный вопрос окончательного мира… Если белые войска, сражающиеся сейчас под Петроградом, будут разбиты, то в этом окажемся виноватыми мы. Уже сейчас раздаются голоса, что Финляндия избежала вторжения большевиков только за счёт того, что русские белые армии ведут бои далеко на юге и востоке.

### Межвоенные годы
В 1920—1930 годы Маннергейм занимается самой разнообразной деятельностью: посещает с полуофициальными визитами Францию, Польшу и другие страны Европы, Индию, принимает участие в руководстве шюцкором, в управлении коммерческими банками, общественной деятельностью, занимает должность председателя Красного Креста Финляндии. В 1931 году принимает предложение стать президентом государственного комитета обороны Финляндии. В мае 1933 года был произведён в фельдмаршалы по случаю 15-летия окончания гражданской войны. Поскольку новое воинское звание являлось почётным, то даже после получения такого повышения Маннергейм продолжал числиться генералом от кавалерии в списке офицеров Финляндии. Следующее звание, маршал Финляндии (также почётное воинское звание), он получит лишь в день своего 75-летия, 4 июня 1942 года.
Начиная с конца 1920-х годов резиденция Маннергейма в хельсинкском районе Кайвопуйсто стала местом встреч политической элиты страны. Здесь обсуждались ключевые вопросы внутренней, внешней и оборонной политики Финляндии, и также проходили переговоры руководства страны с представителями дипломатического корпуса.
До 1930-х годов внешняя политика Советского Союза достигла больших успехов: европейские страны признали СССР и установили с ним дипломатические отношения. Советский Союз вступил в Лигу Наций. Это обстоятельство привело к повсеместному распространению пацифистских настроений во всех слоях европейского общества, начавшего верить в наступление эпохи мира.
В Финляндии правительство и большинство депутатов парламента систематически срывали программы финансирования оборонных мероприятий. Так, в бюджете 1934 года статья о строительстве укреплений на Карельском перешейке была вообще вычеркнута. «Какая польза от предоставления военному ведомству таких больших сумм, если война не предвидится» — так ответил тогдашний управляющий Финским банком, а позже президент Ристо Рюти на требование Маннергейма о финансировании военной программы Финляндии. А руководитель социал-демократической фракции парламента Таннер заявил, что его фракция считает:

 …обязательным условием сохранения самостоятельности страны является такой прогресс благосостояния народа и общих условий его жизни, при которых каждый гражданин понимает, что это сто́ит всех затрат на оборону.

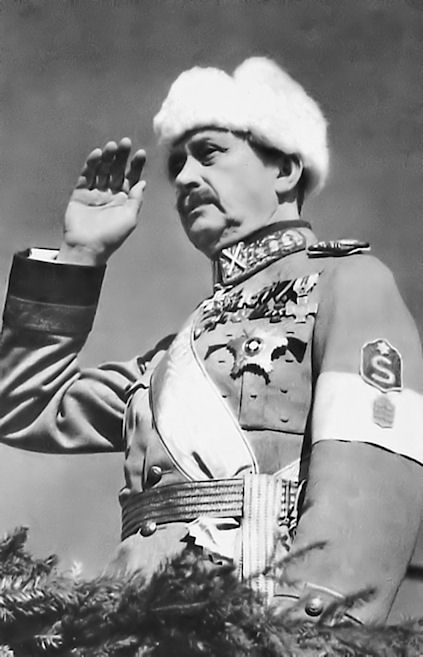
Маннергейм в 1937 году

По причине экономии средств, начиная с 1927 года боевые учения не проводились. Выделявшихся средств хватало лишь на содержание армии, но на вооружение средств практически не уделялось. Современного вооружения, танков и самолётов не было вообще.
10 июля 1931 года во главе только что созданного Совета обороны стал Маннергейм, но лишь в 1938 году он добился создания собственного штаба в составе разведывательного и оперативного отделов.
Маннергейм понимал, что в условиях обострения противостояния между англо-французским блоком и Германией, Финляндия могла быть втянута в конфликт с СССР «с глазу на глаз», без помощи со стороны западных государств. В то же самое время, как и его прадед, он считал, что существовавшая издавна граница между Финляндией и Россией проходит слишком близко к Петербургу. По его мнению следовало бы отодвинуть эту границу дальше, получив за это соответствующую и приемлемую компенсацию.
Возглавив комитет обороны Финляндии, Маннергейм реформирует наземные войска и шюцкор, чем значительно повышает их боеспособность.
27 июня 1939 года госсовет, наконец, утверждает ассигнования на модернизацию системы укреплений построенной в 1920-х годах («линии Энкеля») на Карельском перешейке, которая по результатам проверки оказалась непригодной для использования.
Одновременно летом того же года в стране зародилось народное движение по строительству на добровольных основах оборонительных сооружений. В течение 4 летних месяцев за счёт отпусков финны на наиболее угрожаемых в случае агрессии участках построили, главным образом, противотанковые препятствия в виде надолбов и эскарпов. Удалось также создать и около двух десятков долговременных пулемётных гнёзд, что всё вместе позже получило неофициальное название «Линия Маннергейма».
В результате активности, проявленной в предвоенные годы советской дипломатией, был выявлен ключевой момент, заключавшийся в требовании права на ввод на территорию сопредельных государств (стран Прибалтики и Финляндии) советских войск независимо от просьбы правительств этих государств, которые могли к этому времени оказаться под сильным давлением Германии.
Маннергейм ведёт активные переговоры с рядом европейских стран, ища помощи в возможном противостоянии с Советским Союзом. Одновременно он пытается найти, совместно с Паасикиви, компромисс между требованиями СССР и патриотически настроенной общественности Финляндии. На этих переговорах Паасикиви заявил Сталину, что «Финляндия хочет жить в мире и оставаться вне конфликтов», на что последний ответил: «Понимаю, но заверяю, что это невозможно — великие державы не позволят».

### Советско-финляндская война 1939—1940
С весны 1938 года по осень 1939 года между СССР и Финляндией шли переговоры о делимитации границы путём обмена территориями. Советский Союз хотел обезопасить Ленинград, отодвинув дальше границу, проходящую всего в 20 км от города, и предлагал в обмен в три раза большие территории в Карелии. Переговоры зашли в тупик, а 26 ноября 1939 года случился Майнильский инцидент, послуживший поводом для начала войны. Каждая из сторон винила в инциденте другую. По поводу этих событий Маннергейм писал:

 …И вот провокация, которую я ожидал с середины октября, свершилась. Когда я лично побывал 26 октября 1939 года на Карельском перешейке, генерал Ненонен заверил меня, что артиллерия полностью отведена за линию укреплений, откуда ни одна батарея не в силах произвести выстрел за пределы границы… 26 ноября Советский Союз организовал провокацию, известную ныне под названием «Выстрелы в Майнила»… Во время войны 1941—1944 годов пленные русские детально описали, как была организована неуклюжая провокация…

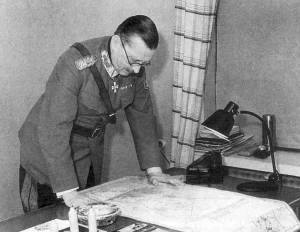
Маршал Маннергейм в ставке

30 ноября 1939 года маршал Маннергейм назначен верховным главнокомандующим армии Финляндии. На четвёртый день он выехал в Миккели, где организовал ставку верховного главнокомандующего.
Под руководством Густава Маннергейма финские войска сумели выдержать первый удар частей Красной армии и успешно вести боевые действия против противника, имеющего численное превосходство. Одновременно Маннергейм активно переписывался с главами европейских государств, пытался добиться от них военной или хотя бы материальной поддержки. Эта деятельность не достигла цели — по разным причинам и Великобритания, и Франция, и даже Швеция отказались оказывать какую-либо помощь финнам.
В 70 % случаев советские войска были на Карельском перешейке остановлены на «линии Энкеля». Большой помехой для наступавших оказались грамотно расположенные железобетонные ДОТы, построенные в 1936—1939 годах, число которых по причине высокой стоимости не превышало десятка.
В феврале 1940 года советские войска прорвали первую полосу «линии оборонительных укреплений», и части финской армии были вынуждены отступать.

 …Русские ещё во время войны пустили в ход миф о «Линии Маннергейма». Утверждали, что наша оборона на Карельском перешейке опиралась на необыкновенно прочный и выстроенный по последнему слову техники оборонительный вал, который можно сравнить с линиями Мажино и Зигфрида и который никакая армия никогда не прорывала. Прорыв русских явился «подвигом, равного которому не было в истории всех войн»… Всё это чушь; в действительности положение вещей выглядит совершенно иначе… Оборонительная линия, конечно, была, но её образовывали только редкие долговременные пулемётные гнёзда да два десятка выстроенных по моему предложению новых дотов, между которыми были проложены траншеи. Да, оборонительная линия существовала, но у неё отсутствовала глубина. Эту позицию народ и назвал «Линией Маннергейма». Её прочность явилась результатом стойкости и мужества наших солдат, а никак не результатом крепости сооружений.— Карл Густав Маннергейм. Мемуары. ISBN 5-264-00049-2
9 марта Маннергейм рекомендовал правительству Финляндии искать любых путей к миру — резервы были исчерпаны, истощённая армия была неспособна долго держать фронт против значительно более сильного противника.
13 марта в Москве было подписано мирное соглашение на выдвинутых СССР условиях. Финляндия передавала Советскому Союзу 12 % своей территории.

### Советско-финская война 1941—1944

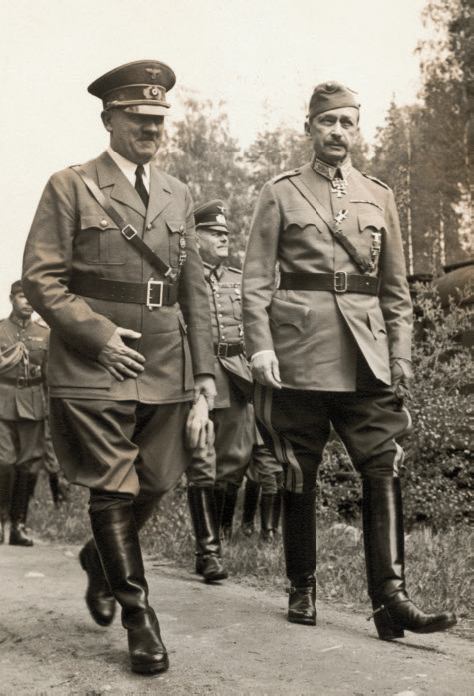
Гитлер в Финляндии на 75-летии Маннергейма (1942)

Авторитет Маннергейма в обществе и правительстве после окончания боевых действий был очень высок; любые важные государственные решения принимались теперь только при его согласии.
Военное положение в Финляндии отменено не было. Маннергейм в этот период занимался обновлением армии; было начато строительство новой линии укреплений — теперь на новой границе. Гитлер обратился к Маннергейму как к союзнику с просьбой позволить немецким войскам расположиться на финской территории, такое разрешение было дано, при этом Маннергейм выступил против создания объединённого финско-немецкого командования. Объединение командования над войсками обеих стран практиковалось лишь на севере Финляндии.

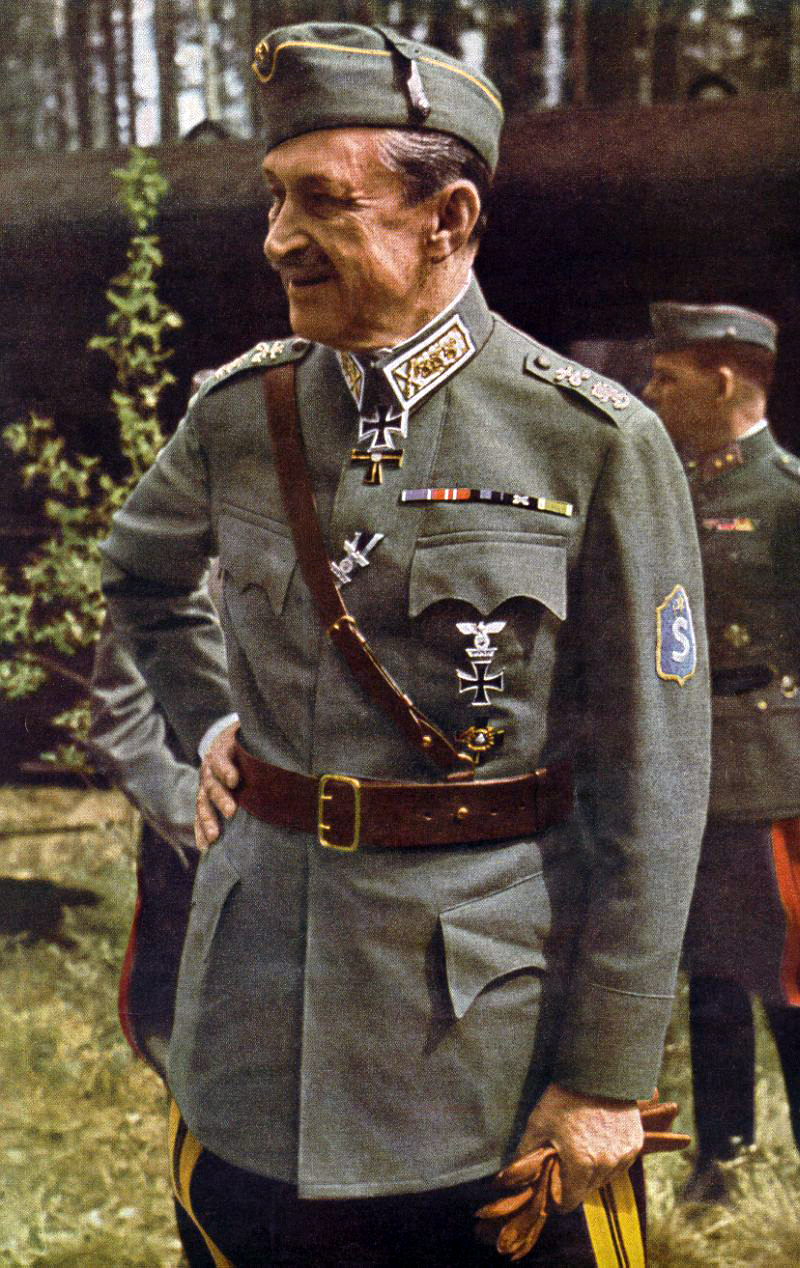
Густав Маннергейм в 1942 году. Одна из немногих его цветных фотографий

17 июня 1941 года в Финляндии объявлена мобилизация. Как пишет в своих мемуарах Маннергейм:

Я принял на себя обязанности главнокомандующего с тем условием, что мы не предпримем наступления на Ленинград.
Маннергейм так оценивал ситуацию, сложившуюся к лету 1941 года:

…Заключённый договор о сквозной транспортировке грузов воспрепятствовал нападению со стороны России. Денонсировать его значило с одной стороны — восстать против немцев, от отношений с которыми зависело существование Финляндии как независимого государства. С другой стороны — передать судьбу в руки русских. Прекращение ввоза товаров с любого направления привело бы к жестокому кризису, которым немедленно бы воспользовались как немцы, так и русские. Нас прижали к стене.
В своём приказе о наступлении Маннергейм явно обозначил цель не только вернуть себе все территории, захваченные СССР в ходе советско-финской войны 1939−1940 годов, но и расширить свои границы до Белого моря и до рек Нева и Свирь, присоединить Кольский полуостров. Вопреки утверждению в своих послевоенных мемуарах, летом 1941 года Маннергейм был не против не только взятия, но и полного уничтожения Ленинграда. Впрочем, это не помешало ему в дальнейшем критиковать немцев и не дать сосредоточить управление финскими войсками в их руках.
В 1941 году финские части дошли до старой границы и перешли её в восточной Карелии и на Карельском перешейке. К утру 7 сентября передовые части финской армии вышли к реке Свирь.

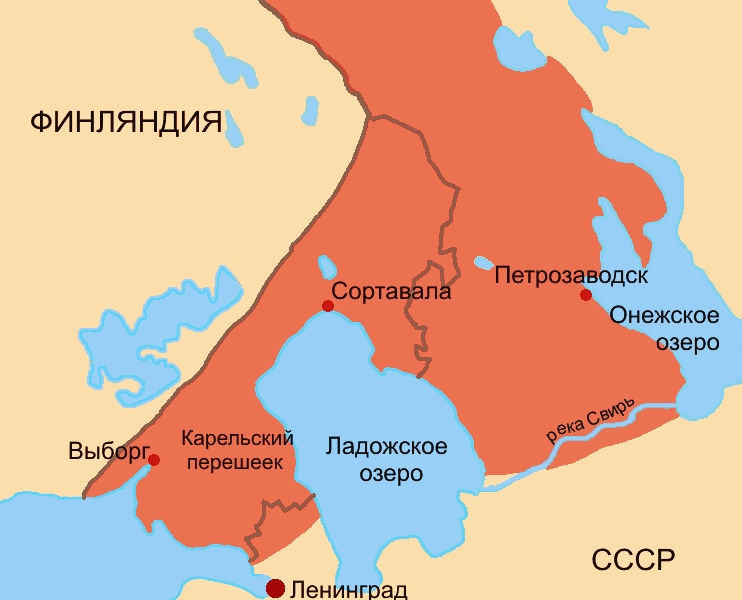
Граница максимального продвижения финской армии во время войны 1941—1944. На карте также показаны границы до и после советско-финской войны 1939−1940 гг.

1 октября советские части оставили Петрозаводск. В начале декабря финны перерезали Беломорско-Балтийский канал. Далее, после безуспешных попыток пробиться через Карельский укрепрайон, Маннергейм приказывает остановить наступление, фронт надолго стабилизируется. Сам Маннергейм в мемуарах изложил версию, что поскольку безопасность Ленинграда была основным мотивом СССР для начала Зимней войны, то пересекать старую границу означало косвенно признать справедливость этих опасений и поэтому он, Маннергейм, отказался уступить немецкому давлению и отдал приказ войскам перейти к обороне вдоль линии исторической российско-финской границы на Карельском перешейке. Некритическое восприятие этих утверждений повлекло то, что некоторые авторы представляют Маннергейма чуть ли не «спасителем Ленинграда». Но фактически финские войска продвинулись далеко за линию старой финско-советской границы, особенно в Восточной Карелии. Ими были взяты многие советские населенные пункты, в том числе Петрозаводск. Именно финские войска обеспечивали блокаду Ленинграда с севера. За заслуги перед Германией он был награждён Рыцарским Крестом (1942 год) и Дубовыми ветвями к Рыцарскому Кресту (1944 год).
Маннергейм знал о планах Гитлера полностью разрушить Ленинград и никогда против них не возражал. Приостановка наступления финских войск в сентябре 1941 года вызвана как большими потерями финских войск, так и затягиванием немецкого наступления — как профессиональный военный, Маннергейм видел, что до наступления зимы разгром Красной Армии становится невозможен, а потому перспективы войны делаются неясными. Сыграло свою роль и давление союзников — ряд резких нот Госдепартамента США и личное письмо премьер-министра Англии Уинстона Черчилля к Маннергейму. Большое впечатление произвело на Маннергейма поражение немецких войск под Тихвином. По мнению ряда финских авторов, в декабре 1941 года для Маннергейма наступило время переоценки ситуации и определения своих дальнейших действий. Он оказался охваченным сомнениями относительно реальных возможностей Германии. Весь 1942 год прошёл для него в колебаниях, и только после завершения Сталинградской битвы в феврале 1943 года Маннергейм сделал окончательный вывод для себя и ознакомил с ним ряд высших государственных деятелей Финляндии, что «мировую войну надо рассматривать подошедшей к решающему поворотному состоянию и что Финляндии при первой подходящей возможности необходимо попытаться найти способ выхода из войны».
За это время в финские концлагеря было помещено около 24 тысяч человек местного населения из числа этнических русских, из которых, по финским данным, около 4 тысяч погибло от голода. По другим данным, погибло от 4 до 14 тысяч гражданских жителей.

### Советское наступление

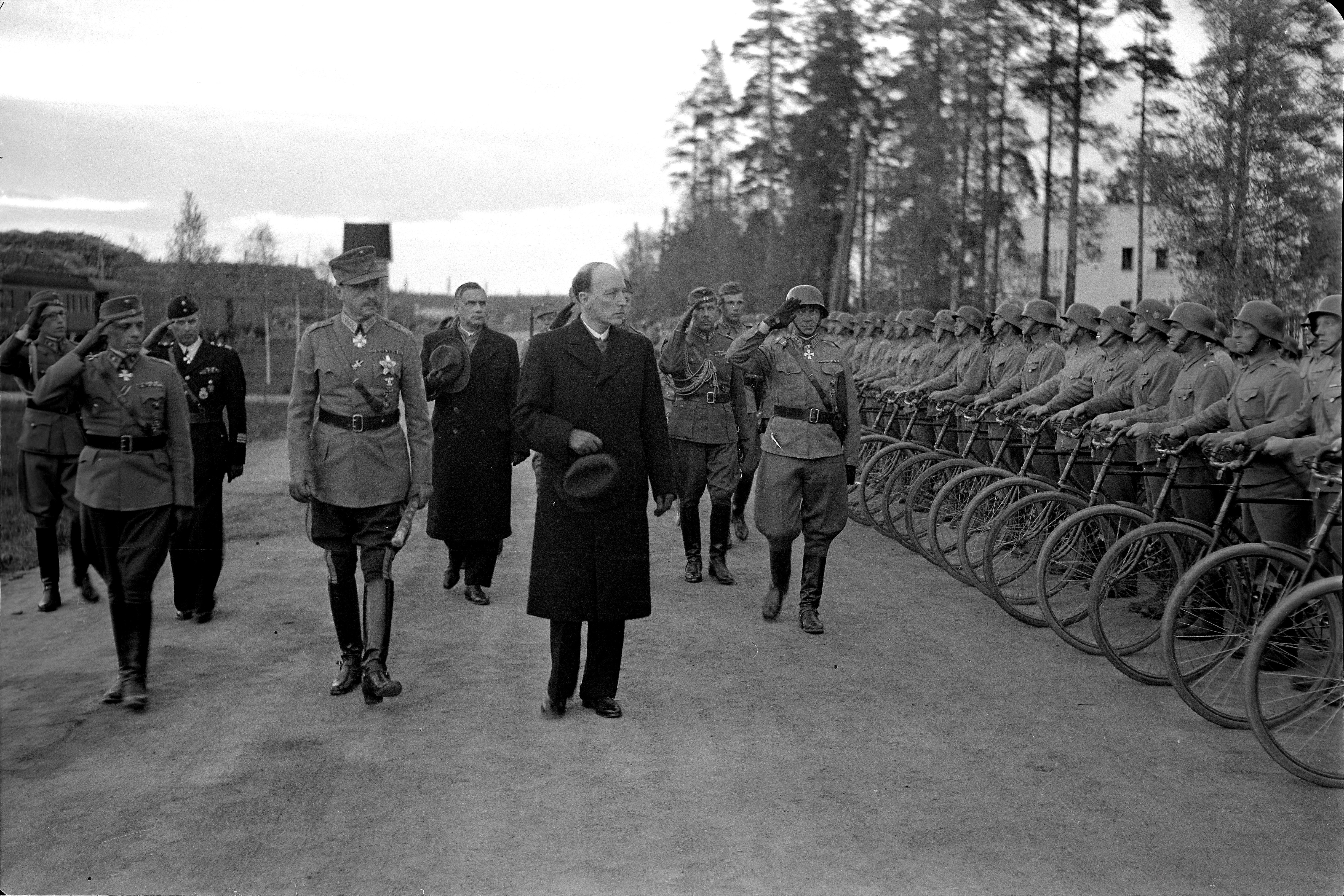
Маршал Маннергейм и президент Рюти инспектируют войска в Энсо (ныне Светогорск). 4 июня 1944 года

9 июня 1944 года началась Выборгско-Петрозаводская операция. Советские войска за счёт массового применения артиллерии, авиации и танков, а также при активной поддержке Балтийского флота взломали одну за другой линии обороны финнов на Карельском перешейке и 20 июня взяли штурмом Выборг.
Финские войска отошли на третью оборонительную линию Выборг-Купарсаари-Тайпале (известную также как «линия ВКТ») и за счёт переброски всех имеющихся резервов из восточной Карелии смогли занять там прочную оборону. Это ослабило финскую группировку в восточной Карелии, где 21 июня советские войска также перешли в наступление и 28 июня взяли Петрозаводск.
19 июня маршал Маннергейм обратился к войскам с призывом во что бы то ни стало удержать третью полосу обороны. «Прорыв этой позиции, — подчёркивал он, — может решительным образом ослабить наши возможности к обороне».
На Карельском перешейке и в Карелии финские войска были вынуждены отступить. Сначала Германия перебросила в Карелию часть войск из Эстонии, но впоследствии была вынуждена их забрать. Финляндия стала искать пути для выхода из войны. В переговорах с Советским Союзом уже были достигнуты определённые успехи.
4 августа 1944 вместо ушедшего в отставку Рюти президентом страны на заседании парламента избран маршал Маннергейм.
Узнав о протесте, высказанном немецким посланником против намерений Маннергейма выйти из войны, последний жёстко ответил:

… Он в своё время убедил нас, что с немецкой помощью мы победим Россию. Этого не произошло. Теперь Россия сильна, а Финляндия очень слаба. Так пусть сам теперь расхлёбывает заваренную кашу…— 
В свою очередь, Гитлер в 1944 году серьёзно рассматривал план осуществления военного переворота в Финляндии с заменой Маннергейма на генералов из числа бывших бойцов сформированного в 1916 году в Германии 27-го Прусского Королевского егерского батальона, составлявших основу высшего командного состава финской армии
19 сентября 1944 года в Москве было подписано соглашение о мире между Финляндией и СССР.

### Лапландская война

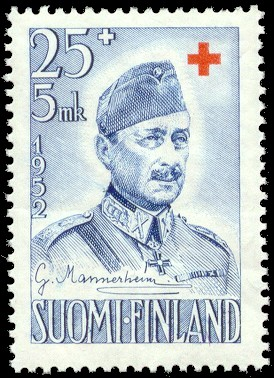
Маршал Маннергейм на марке Финляндии, 1952

Среди прочего, советско-финское соглашение предусматривало, что Финляндия будет добиваться вывода со своей территории немецких войск. Если же войска выведены не будут, финны были обязаны их выдворить либо разоружить и интернировать. Маннергейм договаривался с командиром немецкого контингента генерал-полковником Рендуличем о его отступлении из Финляндии, но тот заявил, что предложенный ему срок нереален и он не успеет своевременно вывести свои войска. При этом он добавил, что будет оказывать решительное сопротивление силовым попыткам ускорить его уход. Немцы начали активную деятельность: взрывали мосты и попытались захватить один из финских островов. 22 сентября 1944 года Маннергейм отдал приказ финским войскам готовиться к интернированию немцев.
1 октября 1944 года финские войска высадили десант на занятой немцами территории — началась война против Германии. До весны 1945 года армия Финляндии постепенно продвигалась на север, вытесняя немецкие войска из финской Лапландии в Норвегию. В этих боях погибли 950 германских и около 1000 (считая пропавших без вести) финских солдат.

### Последние годы

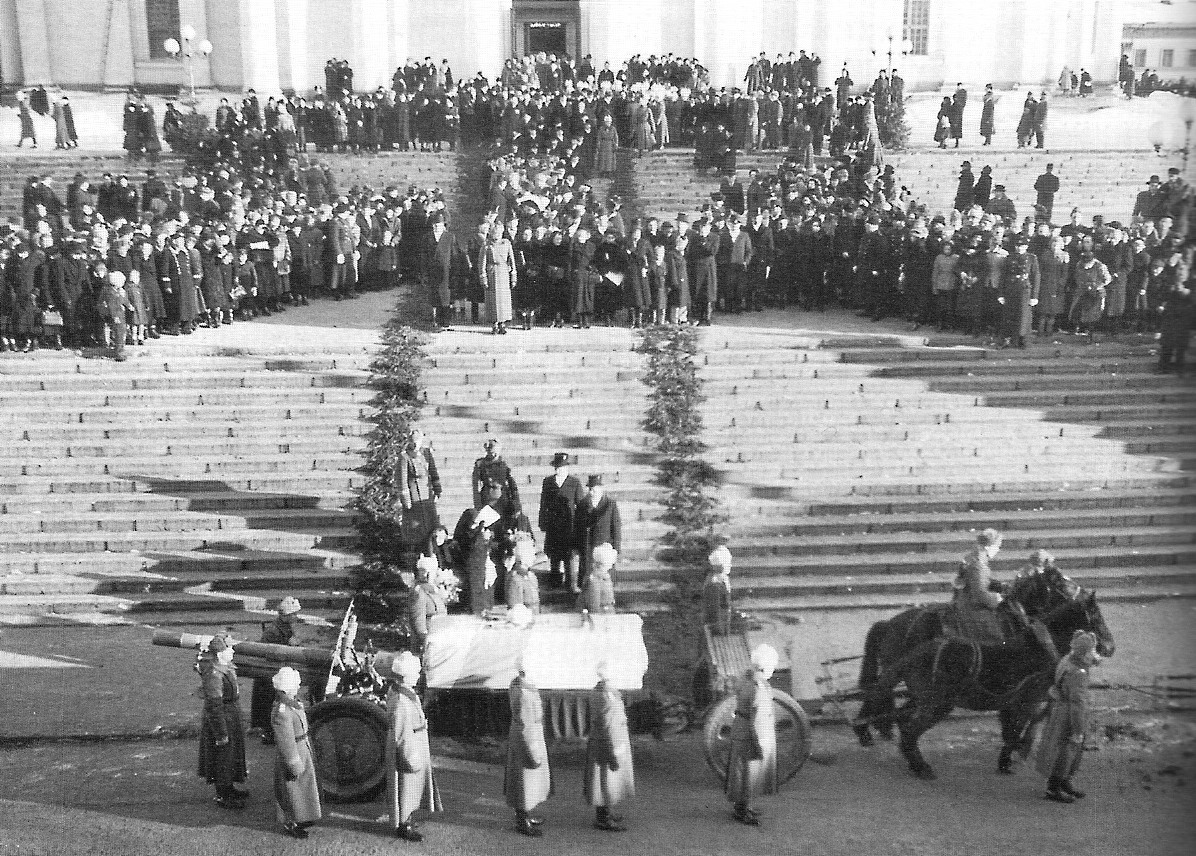
Похороны Густава Маннергейма. Траурный парад в Хельсинки

В 1945 году здоровье Маннергейма значительно ухудшилось. 3 марта 1946 года он ушёл в отставку с должности президента Финляндии. В отличие от многих политических деятелей Финляндии, признанных военными преступниками, Маннергейм избежал уголовного преследования.
Руководствуясь советами врачей, Маннергейм путешествовал по Южной Европе, подолгу жил в Швейцарии, Италии, Франции. Находясь в Финляндии, он жил в сельской местности, с 1948 года начал работать над мемуарами. В начале 1951 года двухтомник воспоминаний был полностью закончен.
19 января 1951 года в связи с язвой желудка маршал был вынужден лечь на операцию. Операция прошла удачно, некоторое время Маннергейм чувствовал себя лучше. Но через несколько дней состояние его здоровья стремительно ухудшилось. В разговоре с врачом маршал сказал: Я выигрывал множество сражений, но это мне уже не выиграть. Карл Густав Эмиль Маннергейм скончался вечером 27 января 1951 года.
Маннергейм похоронен на военном кладбище Хиетаниеми в Хельсинки, похороны состоялись 4 февраля 1951 года.

## Награды
Финляндия

Статуя Маннергейма, установленная в 1955 году в Сейняйоки, Финляндия

- Орден Креста Свободы, большой крест с мечами (30 апреля 1918)
- Орден Креста Свободы, большой крест с мечами и бриллиантами (военный вариант) (20 марта 1940)
- Орден Креста Свободы 1-го класса с мечами (6 апреля 1918)
- Орден Креста Свободы 4-го класса с мечами (6 апреля 1918)
- Медаль ордена Креста Свободы 1-го класса (16 мая 1940)
- Крест Маннергейма ордена Креста Свободы 1-го класса (7 октября 1941)
- Крест Маннергейма ордена Креста Свободы 2-го класса (7 октября 1941)
- Орден Белой розы Финляндии, большой крест (13 мая 1919)
- Цепь ордена Белой розы Финляндии (6 июня 1944)
- Орден Льва Финляндии, большой крест (4 августа 1944)

Россия
- Орден Святой Анны 3-й степени (Дополнение к ВП от 9 апреля 1900)
- Орден Святого Станислава 2-й степени с мечами (ВП от 21 ноября 1906)
- Орден Святой Анны 2-й степени с мечами (ВП 29 апреля 1907)
- Орден Святого Владимира 4-й степени с мечами и бантом (ВП 9 мая 1907)
- Орден Святого Владимира 3-й степени (ВП 22 марта 1909)
- Мечи к ордену Св. Владимира 3-й степени (ВП 2 января 1915)
- Орден Святого Станислава 1-й степени с мечами (ВП 28 января 1915)
- Орден Святого Георгия 4-й степени (ВП 30 января 1915)
- Георгиевское оружие (ВП 9 марта 1915)
- Орден Святой Анны 1-й степени с мечами (ВП 23 мая 1915)
- Орден Святого Владимира 2-й степени с мечами (ВП 26 января 1916)

Иностранные
- Императорский австрийский орден Франца Иосифа, рыцарский крест (1 июля 1895, Австро-Венгрия)
- Орден Британской империи, большой крест (гражданский вариант) (1938, Великобритания)
- Орден Заслуг, большой крест с мечами и короной Святого Стефана (1942, Венгрия)
- Железный крест 1-го класса (1918, Германия (Пруссия))
- Железный крест 2-го класса (1918, Германия (Пруссия))
- Рыцарский крест Железного креста (18 августа 1941, Германия)[96]
- Дубовые листья к Рыцарскому кресту Железного креста (8 августа 1944, Германия)[96]
- Пряжка к Железному кресту 1-го класса (1939, Германия)
- Пряжка к Железному кресту 2-го класса (1939, Германия)
- Орден Заслуг германского орла, большой крест (4 июня 1942, Германия)
- Орден Спасителя, офицер золотого креста (1904, Греция)
- Орден Слона (18 февраля 1919, Дания)
- Орден Данеброг, большой крест (1919, Дания)
- Орден Святых Маврикия и Лазаря, кавалер (1904, Италия)
- Савойский военный орден, великий офицер (23 мая 1942, Италия)
- Крест Витисы 2-й степени (1933, Литва)
- Орден Михая Храброго 1-го, 2-го, 3-го классов (1 ноября 1941, Румыния)[97]
- Орден Почётного легиона, большой крест (1939, Франция)
- Орден Почётного легиона, офицер (1912, Франция)
- Орден Почётного легиона, кавалер (1904, Франция)
- Орден Короны короля Звонимира (1942, Хорватия)
- Орден Серафимов (12 февраля 1919, Швеция)[98]
- Орден Меча, большой крест (1918, Швеция)[99]
- Орден Меча, крест с брошью в виде меча (17 марта 1942, Швеция)
- Орден Вазы, кавалер (Швеция)[99]
- Орден Орлиного креста 1-й степени (6 июня 1930, Эстония)[100]
- Орден Эстонского Красного Креста 1-й степени (23 ноября 1932, Эстония)[101]
- Орден Восходящего солнца с цветами павловнии (1942, Япония)

## Память

### Финляндия
В Финляндии существует Фонд наследия маршала Маннергейма (Suomen Marsalkka Mannerheimin perinnesäätiö), главной целью которого является сохранение памяти о Маннергейме, а также финансовая поддержка исследований в области военной истории Финляндии.
- Проспект Маннергейма в Хельсинки

Памятники

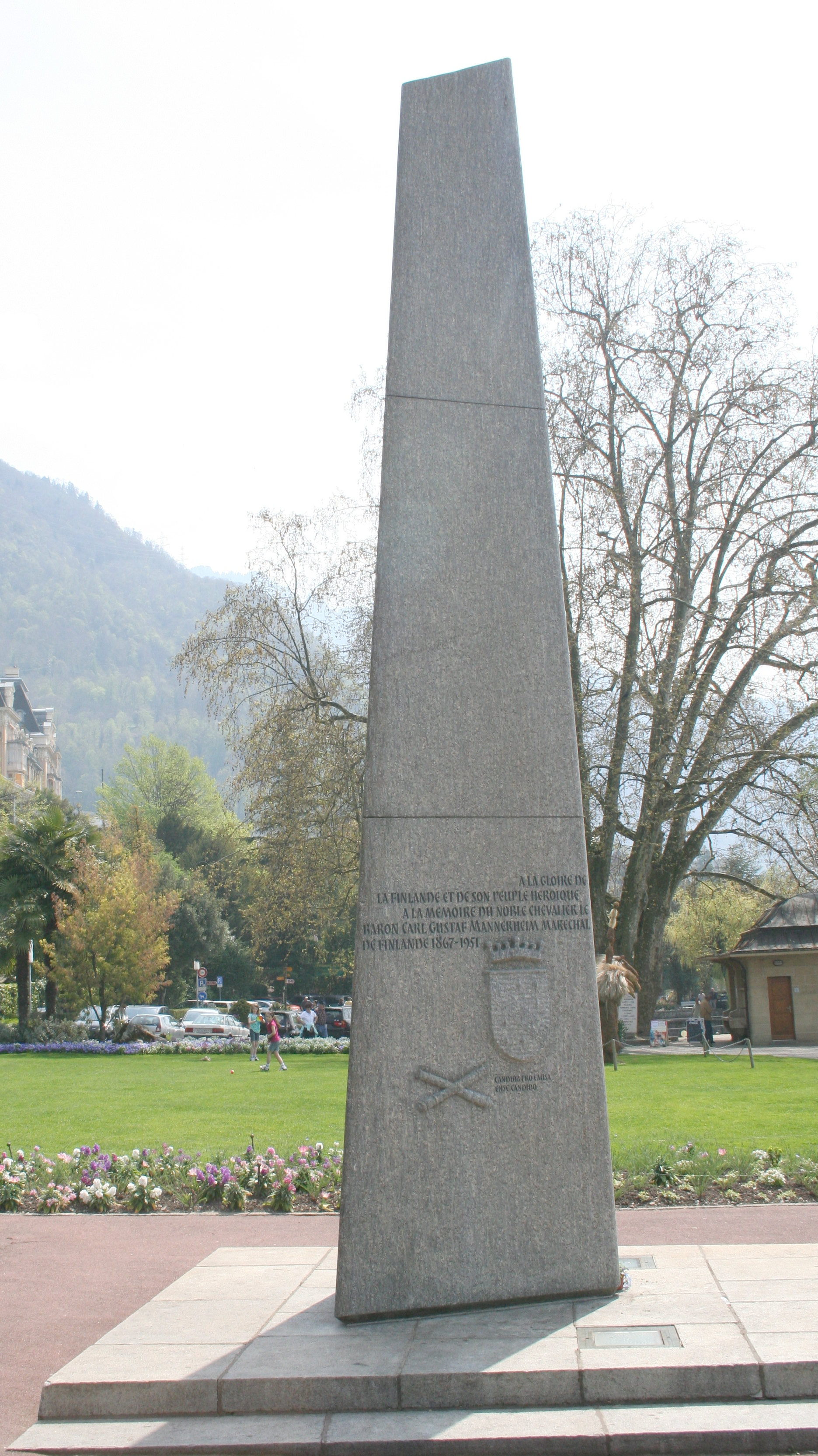
Памятник Маннергейму в Монтрё (Швейцария) на берегу Женевского озера

- конный памятник в Хельсинки (скульптор Аймо Тукиайнен), открыт в 1960 году,
- памятник в Турку,
- памятник в Тампере,
- конный памятник в Лахти,
- музей ставки маршала Маннергейма и памятник в Миккели[103],
- музей в родовом замке Лоухисаари.

День рождения Маннергейма, 4 июня, празднуется как День флага Финской армии.

### Россия, Санкт-Петербург
- 14 июня 2007 года к 140-летию со дня рождения К. Г. Маннергейма в Санкт-Петербурге был установлен бюст «Кавалергард Маннергейм»[104] (скульптор Айдын Алиев) и открыта экспозиция, посвящённая его жизни и деятельности (Шпалерная улица, дом 41, гостиница «Маршал»)[105].
- В 2015 году предполагалось, что на фасаде дома 31 по Галерной улице, где до Октябрьской революции располагалась военная разведка Российской империи, будет открыта мемориальная доска К. Г. Маннергейму. Планы вызвали общественный резонанс, накануне запланированной торжественной церемонии открытия доска исчезла[106][107].
- 16 июня 2016 года на фасаде дома № 22 по Захарьевской улице, где расположен корпус Военного инженерно-технического университета (до 1948 года на этом месте находилась церковь Святых и праведных Захарии и Елизаветы Кавалергардского полка, в котором служил Маннергейм[108]) ему была установлена памятная доска[108][109]. После протестов общественности, судебных исков и актов вандализма в отношении доски, 13 октября того же года она была демонтирована[110] и передана в музей-заповедник «Царское Село»[111].

### Фильмы
- 28 сентября 2012 года в Хельсинки в рамках кинофестиваля «Любовь и Анархия» (Rakkautta & Anarkiaa) состоялась премьера фильма «Маршал Финляндии», повествующего о личной жизни и любовных связях Маннергейма[112]. Общественную дискуссию вызвал факт исполнения главной роли кенийским чернокожим актёром Тэлли Савалосом Отиэно[113].

## Адреса в Санкт-Петербурге
- Миллионная ул., д. 8 (1 декабря 1895 — 17 сентября 1898)[114]
- Наб. реки Мойки, д. 29[115]